# Pandèmia de COVID-19
La pandèmia per coronavirus de 2019-2022, començà a mitjans de desembre del 2019 en identificar-se l'inici d'un brot d'un nou coronavirus a la ciutat de Wuhan, a la Xina continental, amb un clúster emergent de persones amb pneumònia sense causa clara. El 5 de maig del 2023, l'OMS va decretar la fi de l'emergència sanitària internacional provocada per la pandèmia, després de més de 3 anys, 20 milions de morts i 765 milions de persones infectades. Tanmateix, la darrera setmana d'abril encara havia comunicat 360.000 casos i 3.500 morts, quan al gener encara superaven els 1,3 milions i 14.000 víctimes. La pandèmia va provocar un fort impacte en l'economia mundial.

## Terminologia
El diccionari de l'IEC determina que el mot "covid" és femení, ja que pren com a referència el mot "malaltia", implícit en la sigla "corona virus desease". Tot i així, en molts contextos es documenta el COVID-19 o "el covid" (en masculí). Probablement això es deu al fet que el parlant no té present aquest referent omès en una sigla que resulta poc transparent, i al fet que sovint no es distingeix entre la referència a la malaltia (femení) o al virus (masculí). I per aquests motius, segurament, es fa servir el gènere masculí, paral·lelament a altres casos, com ara el zika o el chikungunya.

Si no es fa referència a la malaltia, sinó concretament al virus que la causa, el nom oficial aprovat per l'ICTV (Comitè Internacional de Taxonomia de Virus) és coronavirus SARS-CoV-2, en lloc de 2019-nCoV, que va ser el nom provisional donat en el moment de declarar-se la malaltia. Tanmateix, l'OMS recomana que en contextos comunicatius de divulgació, periodisme o salut pública no es faci servir aquesta denominació per a evitar la confusió amb el coronavirus de la SARS (SARS-CoV). La seva proposta és fer servir formes denominatives com ara el virus responsable de la COVID-19 o el coronavirus de la COVID-19 (anàlogament a les formes virus de la grip o virus de la sida).

En alguns contextos s'utilitza el mot "coronavirus" per referir-se al SARS-CoV-2. Tot i que podria generar confusió amb altres coronavirus (com ara el SARS-CoV), generalment no hi ha ambigüitat a causa de la importància actual de la pandèmia de COVID-19.}}

## Història
Es considera que la pandèmia començà a mitjans de desembre del 2019 en identificar-se l'inici d'un brot d'un nou coronavirus a la ciutat de Wuhan, a la Xina continental, amb un clúster emergent de persones amb pneumònia sense causa clara. Es va relacionar principalment amb els paradistes que treballaven al mercat majorista de marisc de Huanan, on es venen animals vius. No obstant això, posteriorment s'han fet públic indicis que ja des del novembre del 2019 podia haver-hi hagut contagis del nou virus.
Pocs dies després del brot, científics xinesos van aïllar una nova soca de coronavirus, donant-li la designació inicial del 2019-nCoV (posteriorment SARS-CoV-2), que s'ha trobat com a mínim un 70% similar en la seqüència del genoma del coronavirus causant de la SARS (SARS-CoV). Amb el desenvolupament d'un test PCR diagnòstic específic per a detectar la infecció, es van confirmar diversos casos en persones directament vinculades al mercat i en aquelles persones que no hi estaven directament relacionades.
Al quadre clínic ocasionat per aquest virus l'Organització Mundial de la Salut (OMS) l'ha anomenat COVID-19. Els símptomes són febre, tos i dificultat respiratòria, i pot ser mortal.
El virus ha mostrat proves de transmissió de persona a persona, i la seva taxa de transmissió (taxa d'infecció) semblava que s'escalava a mitjans de gener de 2020. El període d'incubació del virus és d'entre 2 i 14 dies, i es manté contagiós durant aquest temps.
El 31 de desembre de 2019, es va notificar a l'OMS els primers casos sospitosos. Els primers casos de malaltia simptomàtica van aparèixer poc més de tres setmanes abans del 8 de desembre de 2019.
El 1r de gener de 2020 es va tancar el mercat on s'havien originat els primers casos, i es va aïllar les persones que presentaven signes i símptomes d'infecció pel coronavirus. En un primer moment, es va fer un seguiment de més de 700 persones, entre les quals més de 400 treballadors sanitaris que havien tingut contacte directe amb persones possiblement infectades. Després del desenvolupament d'un test PCR diagnòstic específic per detectar la infecció, es va confirmar la presència de SARS-CoV-2 en 41 persones al clúster original de Wuhan. D'aquestes 41 persones, es va informar més tard que dues eren una parella casada, una de les quals no havia estat present al mercat, i altres tres eren membres d'una mateixa família que treballaven a les parades de marisc del mercat.
El 9 de gener de 2020 es va confirmar la primera mort per infecció del coronavirus.
El 20 de gener de 2020, el primer ministre xinès Li Keqiang va instar esforços decisius i efectius per prevenir i controlar l'epidèmia de pneumònia causada per un nou coronavirus.
El 23 de gener de 2020, l'OMS va decidir declarar el brot com una emergència de salut pública internacional. L'OMS havia advertit anteriorment que es podia produir un brot més ampli i que possiblement augmentaria la seva propagació durant el Chūnyùn (temporada alta de viatges de xinesos al voltant de l'any nou xinès). Molts esdeveniments d'Any Nou es van cancel·lar per por a la transmissió, inclosa la Ciutat Prohibida de Pequín, fires tradicionals de temples i altres celebracions. El sobtat augment de casos de la malaltia ha suscitat qüestions relacionades amb el seu origen, el comerç amb animals salvatges, i les incerteses sobre la capacitat del virus de propagar-se i de causar danys, tant si el virus ha circulat durant més temps del que es pensava o si el brot és un esdeveniment de superpropagació. El 23 de gener de 2020, la ciutat de Wuhan va ser sotmesa a quarantena, i es va suspendre tot el transport públic dins i fora de la ciutat.
El 24 de gener de 2020, es van produir 26 morts, tots a la Xina, i hi havia proves de transmissió de persones a persones. Les proves mèdiques van revelar més de 800 casos confirmats a la Xina, alguns dels quals eren treballadors sanitaris. També es van notificar casos confirmats a Tailàndia, Corea del Sud, Japó, Taiwan, Macau, Hong Kong, Estats Units d'Amèrica, Singapur, Vietnam, França, Nepal, Malàisia, Canadà, Austràlia, Cambodja, Sri Lanka, Alemanya, Filipines, Itàlia i Índia. El 24 de gener de 2020 també es van posar en quarantena les ciutats properes, com Huanggang, Ezhou, Chibi, Jingzhou i Zhijiang.
El 30 de gener, l'Organització Mundial de la Salut (OMS) va declarar l'emergència sanitària de preocupació internacional (PHEIC), la sisena vegada que la mesura s'ha invocat des de la pandèmia de grip per A(H1N1) de 2009.
El 17 de febrer de 2020, el nombre de morts a causa del 2019-nCoV se situava a 1.775 (el 2,48% dels infectats; 1.770 a la Xina, 1 a les Filipines, 1 a Hong Kong, 1 al Japó, 1 a França i 1 a Taiwan). Molts dels que van morir tenien altres malalties, com hipertensió arterial, diabetis o malalties cardiovasculars, que deterioraven els seus sistemes immunitaris.
L'11 de març de 2020, l'OMS va passar a considerar la COVID-19 pandèmia en lloc d'epidèmia, arran de l'expansió de la malaltia en 114 països, havent-se multiplicat per 13 els casos fora de la Xina en les dues setmanes anteriors i havent triplicat el nombre de països afectats en aquell mateix període. Nombrosos països han emès restriccions per les concentracions de persones, tancat escoles i fàbriques, tot introduint una gran quantitat de mesures de distanciació social per fer front a la propagació del virus.
El 5 de maig del 2023, l'OMS va decretar la fi de l'emergència sanitària internacional provocada per la pandèmia, després de més de 3 anys, 20 milions de morts i 765 milions de persones infectades. Tanmateix, la darrera setmana d'abril encara havia comunicat 360.000 casos i 3.500 morts, quan al gener encara superaven els 1,3 milions i 14.000 víctimes, quan un grup d'experts de l'OMS encara havia considerat que la Covid-19 seguia sent una amenaça global.

## La pandèmia alsPaïsos Catalans
El 9 de febrer de 2020 es va detectar el primer cas a Mallorca, i el 25 es van detectar el primer cas a Catalunya, a Barcelona, i al País Valencià, a Vila-real.
El 2 de març es confirma el primer cas a Andorra i el 12 de març a la Catalunya Nord (a la Guingueta d'Ix).
A Catalunya s'ha popularitzat el risc de rebrot en el seguiment de l'epidèmia de la COVID-19, per part del grup de recerca de Biologia Computacional i Sistemes Complexos de la UPC.
Seguir aquest enllaç del CATSalut per un resum de la cronologia de la pandèmia COVID-19 a Catalunya: Cronologia.

## Filogènesi del coronavirus
Les seqüències del SARS-CoV-2 mostren similituds amb els betacoronavirus trobats en ratpenats; tanmateix, el virus és genèticament diferent d'altres coronavirus, com ara el coronavirus relacionat amb la síndrome respiratòria aguda severa (SARS-CoV) i el coronavirus relacionat amb la síndrome respiratòria de l'Orient Mitjà (MERS-CoV). També és membre del llinatge B de Beta-CoV, com el SARS-CoV.
| Mapa genètic del SARS-CoV-2 |           |
|                             |           |
| ID Genoma (NCBI)            | MN908947  |
| Mida del genoma             | 29.903 bp |
| Any del mapatge             | 18/3/2020 |

Ja a mitjans de gener del 2020 s'havien aïllat cinc genomes del nou coronavirus, inclosos BetaCoV / Wuhan / IVDC-HB-01/2019, BetaCoV / Wuhan / IVDC-HB-04/2020, BetaCoV / Wuhan / IVDC-HB-05/2019, BetaCoV / Wuhan / WIV04 / 2019, i BetaCoV / Wuhan / IPBCAMS-WH-01/2019 de l'Institut Nacional de Control i Prevenció de Malalties Víriques de la Xina CDC, l'Institut de Biologia dels Patògens i l'Hospital Wuhan Jinyintan. La seva seqüència d'ARN té una longitud aproximada de 30 kbp.
El 13 de març es van fer públiques les primeres seqüències de virus de dos pacients de l'Hospital Clínic Universitari de València.

## Transmissió als humans
La transmissibilitat del virus entre humans ha estat variable, amb algunes persones afectades que no transmeten el virus a d'altres, mentre que d'altres han pogut difondre la infecció a diverses persones. Diversos grups de recerca han estimat que el nombre bàsic de reproducció del virus per transmissió entre humans és d'entre 1,4 i 3,8 (el número descriu a quantes persones és probable que una persona recentment infectada passi el virus a la població humana). Segons s'ha informat, el nou coronavirus es pot transmetre fins a una cadena de quatre persones.
No s'ha confirmat l'animat salvatge que ha fet de reservori natural del SARS-CoV-2, ni l'amfitrió intermedi que va transmetre el CV-2019 als humans. El 22 de gener de 2020, científics de la Universitat de Pequín, la Universitat de Medicina Tradicional Xinesa de Guangxi, la Universitat de Ningbo i el Col·legi d'Enginyeria de Biologia de Wuhan van publicar un article, que després d'observar «humans, ratpenats, pollastres, eriçons, pangolins i dues espècies de serps», van concloure que el «2019-nCoV sembla un virus recombinant entre el coronavirus del ratpenat i un coronavirus d'origen desconegut» ... i ... «el més probable és que la serp és l'animal salvatge que ha fet de reservori del 2019-nCoV» que després es va transmetre als humans. Altres han suggerit també que el SARS-CoV-2 s'ha desenvolupat com a resultat de la «combinació de virus de ratpenats i serps». Alguns han disputat el paper de Peking i han defensat que el reservori ha de ser el ratpenat i l'hoste intermedi un ocell o mamífer, però no serps.
Un document prepublicat actualitzat publicat el 23 de gener de 2020 a BioRxiv de membres de l'Institut de Virologia de Wuhan, de l'hospital de Wuhan Jinyintan, de la Universitat de l'Acadèmia Xinesa de Ciències, i del Centre provincial de control i prevenció de malalties de Hubei, suggereix que el nou coronavirus del 2019 té possibles orígens en els ratpenat, ja que la seva anàlisi demostra que nCoV-2019 és un 96% idèntic a tot el genoma a nivell d'un coronavirus del ratpenat.
Els estudis han confirmat que el SARS-CoV-2 entra en humans mitjançant l'ECA2, com és el cas del virus SARS.

## Identificació

### Signes i símptomes
Els símptomes informats han inclòs febre en el 90% dels casos, fatiga i tos seca en un 80%, i escassetat de respiració en un 20%, amb problemes respiratoris en un 15%. Són poc freqüents símptomes respiratoris com esternuts, rinorrea i el mal de gola. Tanmateix, els símptomes poden ser de lleus a molt greus. Les radiografies del pit han revelat signes als dos pulmons. Els signes vitals eren generalment estables en el moment de l'ingrés dels hospitalitzats. Els exàmens de sang han demostrat generalment un baix nombre de glòbuls blancs (leucopènia i limfopènia).

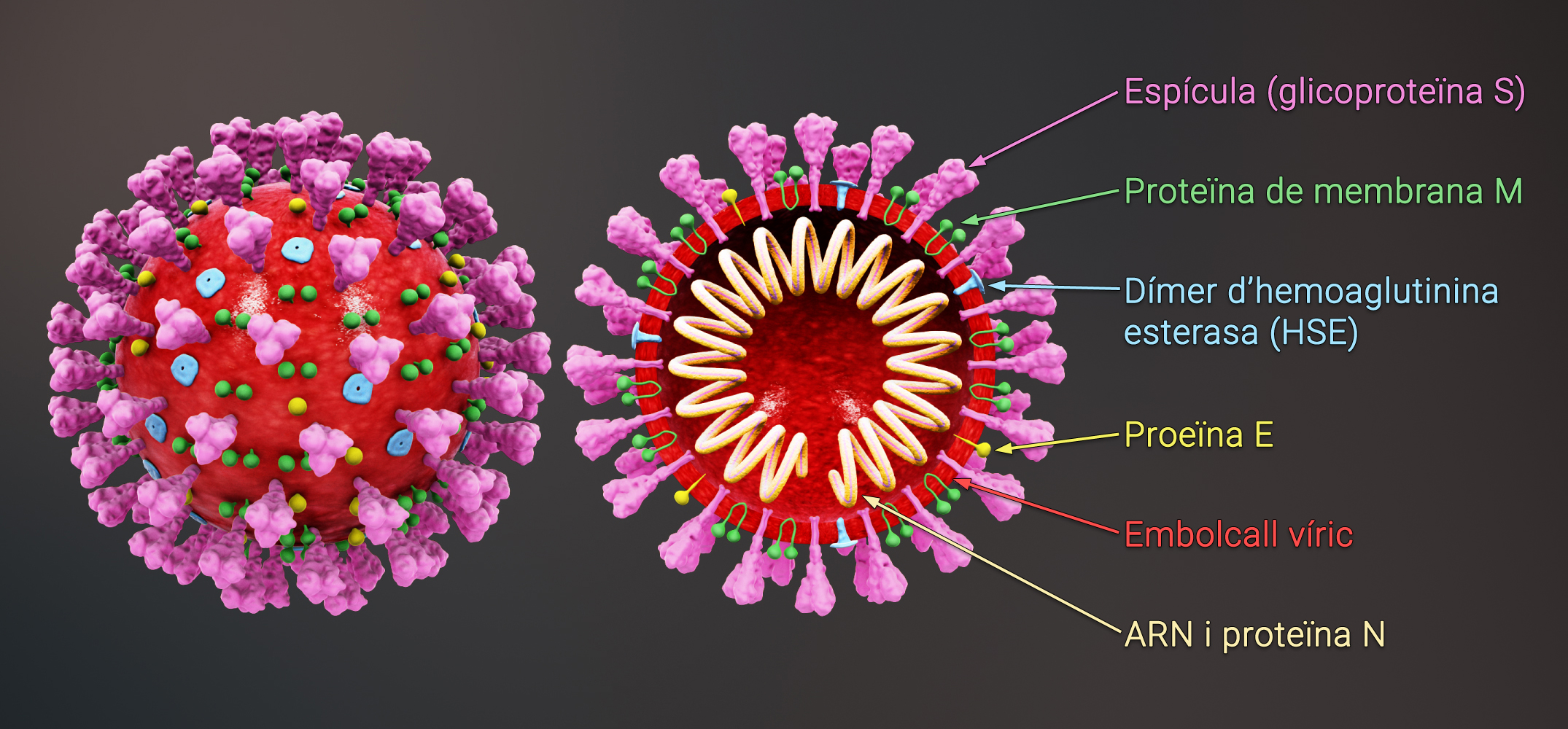
Estructura tridimensional del virus i els seus components.
Símptomes del 2019-nCoV. Hi ha informes que es pot propagar fins i tot sense símptomes.
- El Dr. Anthony Fauci, director de l'Institut Nacional d'Al·lèrgies i Malalties Infeccioses dels Instituts Nacionals de Salut (NIH), explica la difusió, història, causa, símptomes i tractament del coronavirus. (21 de gener de 2020) (anglès)

Entre els primers 41 casos confirmats ingressats a hospitals de Wuhan, 13 (32%) tenien una altra malaltia crònica, com la diabetis o la hipertensió. En general, 13 (32%) individus van necessitar cures intensives i 6 (15%) van morir. Molts dels que van morir tenien altres malalties, com hipertensió arterial, diabetis o malalties cardiovasculars, que deterioraven els seus sistemes immunitaris.

### Causes
La malaltia és causada pel síndrome respiratòria aguda greu coronavirus 2 (SARS-CoV-2), anteriorment conegut com el «nou coronavirus del 2019» (2019-nCoV). Es distribueix principalment entre persones a través de gotetes respiratòries de tos i esternuts. El virus pot romandre viable fins a tres dies sobre superfícies de plàstic i acer inoxidable, i durant tres hores en aerosols. El virus també s'ha trobat a les femtes, però a partir del març del 2020 no se sap si és possible la transmissió a través d'excrements i es creu que el risc és baix.
Els pulmons són els òrgans més afectats per COVID-19 perquè el virus accedeix a les cèl·lules hostes a través de l'enzim ACE2, molt abundant a les cèl·lules alveolars de tipus II dels pulmons. El virus utilitza una glicoproteïna especial de superfície, anomenada «espiga», per connectar-se a l'ACE2 i entrar a la cèl·lula hoste. La densitat d'ACE2 a cada teixit correlaciona amb la gravetat de la malaltia en aquest teixit i alguns han suggerit que la disminució de l'activitat de l'ACE2 pot ser protectora, tot i que una altra visió és que l'augment de l'ACE2 utilitzant medicaments bloquejadors del receptor d'angiotensina II podria ser protector, però aquestes hipòtesis encara no han sigut demostrades. A mesura que avança la malaltia alveolar, es pot produir una falla respiratòria i la mort.
Es creu que el virus és natural i que té un origen animal, a través d'una infecció per un reservori. Es va transmetre per primer cop a humans a Wuhan (Xina), el novembre o desembre de 2019, i la principal font d'infecció es va convertir en transmissió humana a humana a principis de gener de 2020. La primera infecció coneguda es va produir el 17 de novembre de 2019.

### Diagnosi

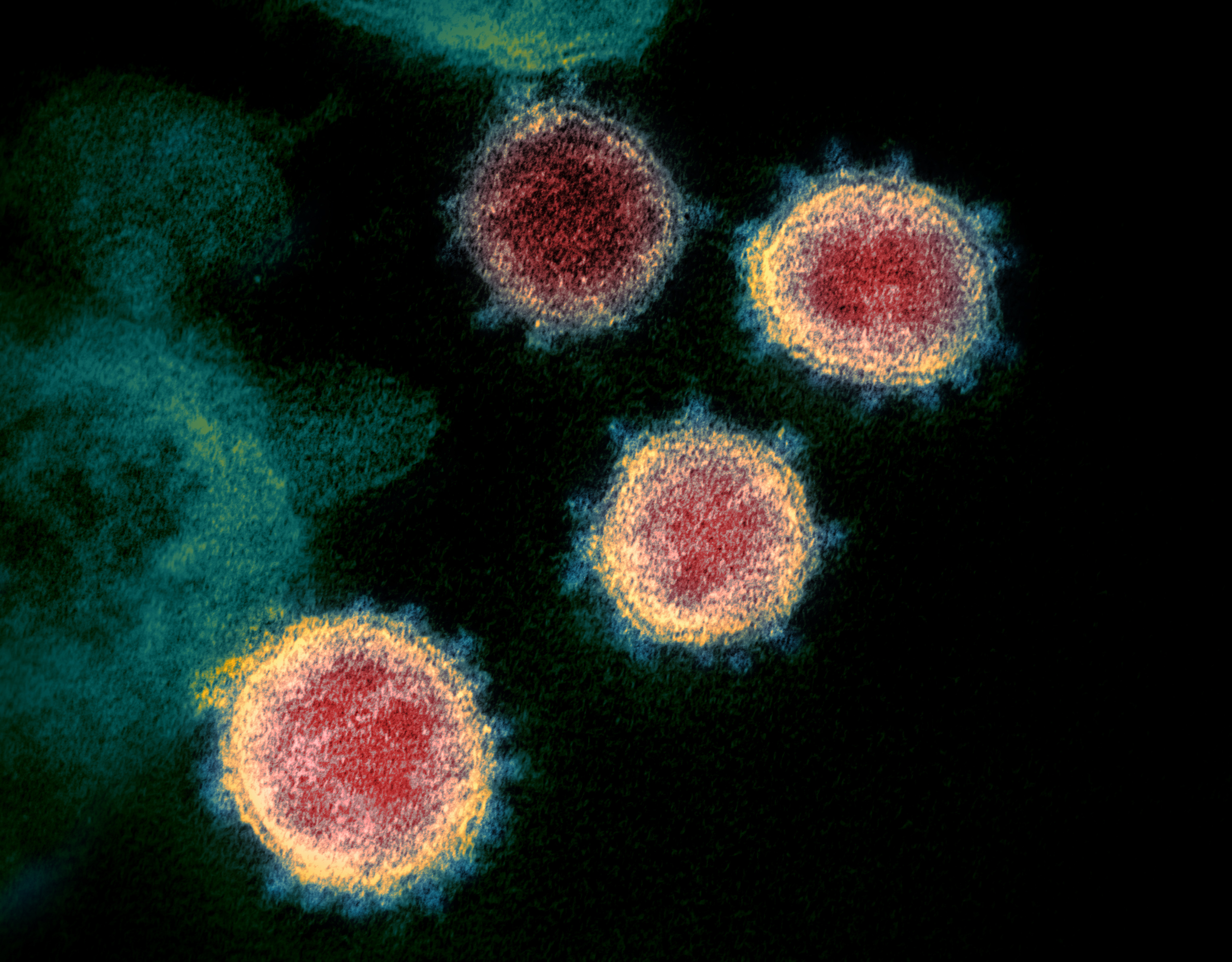
Imatge de microscòpia mostrant SARS-CoV-2. Les espigues de la vora exterior de les partícules de virus s'assemblen a una corona (llatí: corōna), donant a la malaltia el seu nom característic

El 15 de gener de 2020, l'OMS va publicar un protocol sobre proves diagnòstiques per al 2019-nCoV, desenvolupat per un equip de virologia de l'Hospital Charité d'Alemanya.
La infecció pel virus es pot diagnosticar provisionalment a partir de símptomes, tot i que la confirmació es fa en última instància mitjançant la reacció en cadena de la polimerasa amb transcriptasa inversa (rRT-PCR) de secrecions infectades (71% sensibilitat) i tomografia computada (98% sensibilitat).

#### Proves virals
L'OMS ha publicat diversos protocols d'assaig d'ARN per a SARS-CoV-2, amb el primer publicat el 17 de gener. La prova utilitza la reacció en cadena de la polimerasa amb transcriptasa inversa (rRT-PCR) en temps real. La prova es pot fer sobre mostres respiratòries o de sang. Els resultats són generalment disponibles en poques hores a dies.
Es considera una «persona en risc» si ha viatjat a una zona amb transmissió comunitària en curs durant els 14 dies anteriors o ha tingut un contacte estret amb una persona infectada. Els indicadors clau habituals són la febre, la tos i la dificultat respiratòria. Altres possibles indicadors són fatiga, miàlgia, anorèxia, producció d'esput i mal de gola.

#### Imatge mèdica
Les radiografies i la tomografia computada s'han descrit en una sèrie de casos limitatats. La Societat Radiològica Italiana recopila una base de dades internacional en línia de troballes a les imatges per a casos confirmats. Tot i això, a causa de la superposició amb altres infeccions com l'adenovirus, la imatge sense confirmació per part del PCR és d'ús limitat en la identificació de la COVID-19.

### Preocupacions per la infravaloració del brot
A causa de la manca de personal i equipament mèdic a les regions afectades pel brot, molts hospitals no han identificat els casos de coronavirus, mentre que molts pacients amb símptomes similars al coronavirus se'ls va diagnosticar una «pneumònia greu». Moltes de les persones que experimenten símptomes decideixen quedar-se a casa en lloc d'anar a un hospital a causa dels temps llargs d'espera i les condicions atabalades. Per això, els investigadors de la Northeastern University i l'Imperial College London estimen que el nombre de casos pot ser cinc o deu vegades superior al que s'ha informat.
Hi ha hagut preocupacions addicionals a causa de la gestió de la Xina durant l'epidèmia SARS de 2003, en què el govern xinès va amagar els pacients infectats als inspectors de l'OMS i va menystenir el nombre de casos de SARS.

### Estimacions
A partir dels casos informats i suposant un retard de deu dies entre la infecció i la detecció, els investigadors de la Universitat Northeastern i de l'Imperial College London van estimar que el nombre d'infeccions reals pot ser 10 vegades superior al confirmat en el moment de la notificació. L'Imperial College estimava 4.000 casos amb 440 confirmats el 21 de gener de 2020, i la Universitat Northeastern estimava 21.300 infeccions el 26 de gener, augmentant fins a 26.200 infeccions el 27 de gener (amb una confiança del 95% entre l'interval de 19.200-34.800). El 31 de gener de 2020, un article publicat a Lancet calculava que 75.815 persones estaven infectades a Wuhan el 25 de gener de 2020.
Hi ha dubtes sobre si hi ha personal i equipament mèdic adequats a les regions afectades pel brot perquè els hospitals identifiquin correctament els casos de coronavirus en lloc de diagnosticar erròniament els casos sospitosos com a «pneumònia greu». A moltes de les persones que experimentaven símptomes se'ls va dir que fessin la quarantena a casa en lloc d'anar a un hospital per evitar aïllar-los amb altres pacients amb diferents nivells de símptomes. Després de dos vols de repatriació des de Wuhan al Japó, a finals de gener, a 5 de cada 400 persones que van ser repatriades se les va diagnosticar el virus, de les quals una era simptomàtica i quatre no.

## Epidemiologia
En aquest cas, l'epidemiologia és l'estudi i l'anàlisi de la distribució (qui, quan i on) i dels patrons de propagació del virus.
El virus es va detectar per primera vegada a la ciutat de Wuhan, la Xina Central, el desembre de 2019. Es creu que es va originar a partir del consum d'animals salvatges, passant als humans a causa del comerç d'animals salvatges i dels mercats mullats. El virus es va estendre a altres províncies xineses a principis i mitjans de gener del 2020, ajudat per la migració de l'any nou xinès.
Es van començar a detectar casos en altres països, portats per viatgers internacionals, principalment a grans socis comercials de la Xina:
- 13 de gener: Tailàndia.
- 15 de gener: Japó.
- 20 de gener: Corea del Sud.
- 21 de gener: Estats Units i Taiwan.
- 22 de gener: Hong Kong i Macau.
- 23 de gener: Singapur.
- 24 de gener: França, Nepal i Vietnam.
- 25 de gener: Austràlia i Malàisia.
- 26 de gener: Canadà.
- 27 de gener: Cambodja.
- 28 de gener: Alemanya.
- 29 de gener: Emirats Àrabs Units, Finlàndia i Sri Lanka.
- 30 de gener: Índia, Itàlia i Filipines.
- 31 de gener: Espanya, Regne Unit, Rússia i Suècia.
- 04 de febrer: Bèlgica.
- 14 de febrer: Egipte.
- 19 de febrer: Iran.
- 21 de febrer: Israel i Líban.
- 23 de febrer: Kuwait.
- 23 de febrer: Oman
- 24 de febrer: Iraq, Afganistan i Bahrain.
- 25 de febrer: Brasil, Àustria, Croàcia, Algèria i Suïssa
- 26 de febrer: Geòrgia, Noruega, Pakistan, Dinamarca, Romania, Grècia, Nova Zelanda, Macedònia del Nord, Estònia, Belarús, Lituània i Països Baixos.
- 28 de febrer: Nigèria, San Marino i Mèxic.
- 29 de febrer: Azerbaidjan, Qatar, Equador, Finlàndia, Mònaco i Irlanda.
- 1 de març: Armènia, República Dominicana, Luxemburg i Txèquia.
- 2 de març: Andorra, Senegal, Jordània, Tunísia, Indonèsia, Aràbia Saudita, Portugal i Islàndia.
- 3 de març: Xile, Argentina, Ucraïna, Marroc i Letònia.
- 4 de març: Liechtenstein, Hongria, Polònia, Eslovènia i Bèlgica.
- 5 de març: Bòsnia i Herzegovina, Sud-àfrica i Palestina.
- 6 de març: Ciutat del Vaticà, Colòmbia, Perú, Togo, Bhutan, Camerun, Sèrbia, Eslovàquia i Costa Rica.
- 7 de març: Paraguai i Malta.
- 8 de març: Bangladesh, Moldàvia, Xipre, Maldives i Bulgària.
- 9 de març: Guernsey, Jamaica i Albània.
- 10 de març: Burkina Faso, Bolívia, Panamà, Jersey, Mongòlia, República Democràtica del Congo i Brunei.
- 11 de març: Costa d'Ivori i Hondures.
- 12 de març: Turquia, Saint Vincent i les Grenadines, Guyana i Cuba.

### Situació mundial actualitzada

Morts confirmades per milió de població

Total casos confirmats per país a partir del 22 de març de 2021

Casos confirmats per cada 100.000 per país o unitat subnacional a partir de

Casos nous diaris per país (mitjana de 7 dies anteriors)

Mapa de l'evolució de l'epidèmia.

El 13 de març, uns 134.000 casos han estat detectats formalment a tot el món, més de la meitat a la Xina. Al virus s'han atribuït 4.965 morts, bona part a la Xina.

### Antecedents
A Wuhan, durant el desembre del 2019, un clúster inicial de casos que mostraven els símptomes d'una «pneumònia de causa desconeguda» es va vincular a un mercat a l'engròs de bestiar i peix, que tenia mil parades de venda de pollastres, faisans, ratpenats, marmotes, serps verinoses, i els òrgans de conills i altres animals salvatges -ye wei- (és a dir, carn d'animals salvatges). La hipòtesi immediata era que es tractava d'un nou coronavirus procedent d'una font animal (una zoonosi).

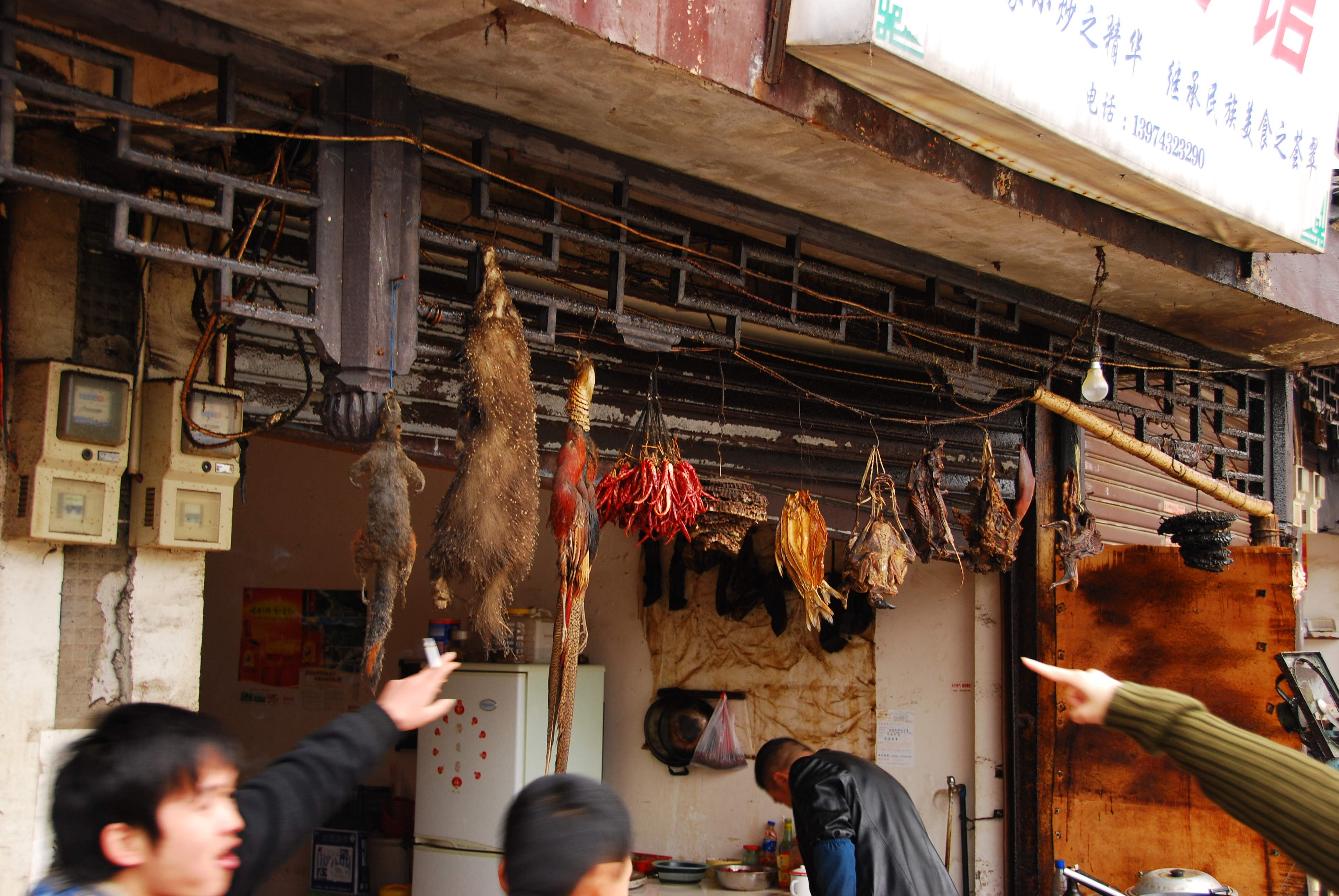
Ye wei (野味 ; lit. «menjar salvatge») en un mercat xinès
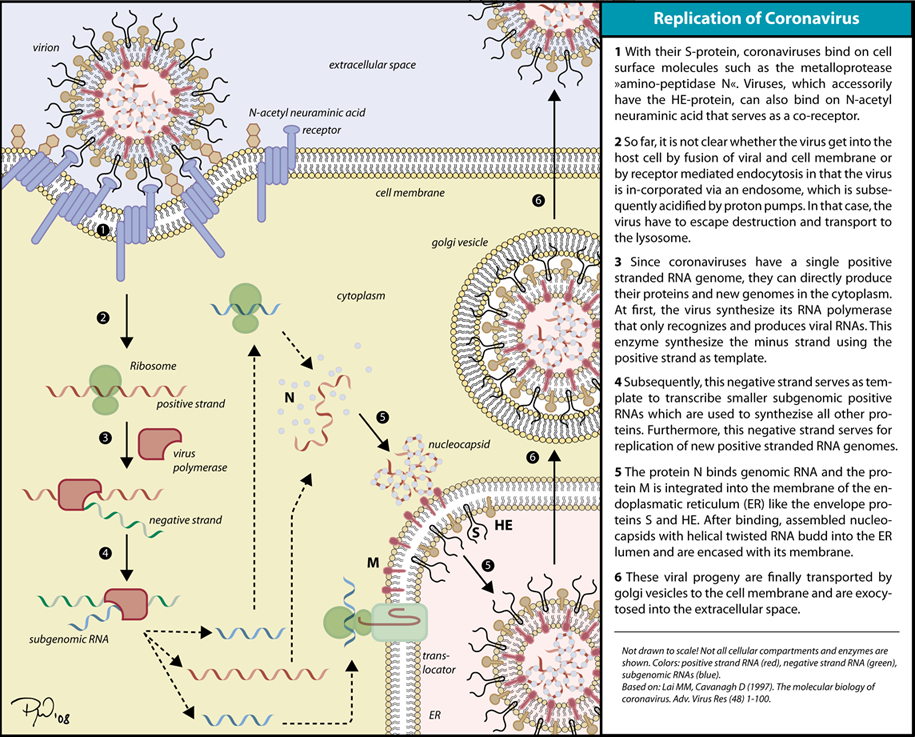
Replicació d'un coronavirus

Els coronavirus es transmeten principalment entre els animals, però se sap que evolucionen i que ja han infectat humans en el passat, tal com s'ha vist amb el SARS i el MERS, juntament amb quatre coronavirus més trobats en humans que causen símptomes respiratoris suaus, com el refredat comú. Aquests sis coronavirus ja coneguts es poden transmetre d'humans a humans. El 2002, amb un origen en els ratpenats de ferradura (Rhinolophus) i després a través de civetes procedents de mercats d'animals vius, va començar un brot de SARS a la Xina continental, i amb l'ajuda d'uns quants súperpropagadors i viatges aeris internacionals va arribar fins al Canadà i als Estats Units d'Amèrica, causant més de 700 morts a tot el món. El darrer cas es va produir el 2004. En aquell moment, l'OMS va criticar la Xina per la seva mala gestió de l'epidèmia. Deu anys després de l'aparició del SARS, un coronavirus relacionat amb els dromedaris i camells, el MERS, va causar més de 850 morts en 27 països. La relació del brot de Wuhan amb un gran mercat majorista de marisc i animals ha suposat la presumpció de que la malaltia tingui l'origen en un animal. Això va fer témer que aquest brot fos igual que l'anterior brot de SARS, una preocupació agreujada per l'expectativa d'un nombre elevat de viatgers per a l'any nou xinès, que el 2020 començava el 25 de gener.
Wuhan és la capital de la província de Hubei i és la setena ciutat més gran de la Xina, amb una població superior a 11 milions de persones. És un dels grans centres de transport del país, conegut des de fa molt de temps com la «Carretera de nou províncies» (九省通衢). Es troba aproximadament a 1.100 km al sud de Pequín, 800 km a l'oest de Xangai i 970 km al nord de Hong Kong. Actualment es considera el centre polític, econòmic, financer, comercial, cultural i educatiu de la Xina Central. Hi ha vols directes que connecten Wuhan amb Europa (sis vols setmanals a París, tres setmanals a Londres i cinc setmanals a Roma).
Des de l'any 2000 l'Organització Mundial de la Salut ha coordinat reaccions internacionals contra diverses malalties com MERS, SARS (2003-2004), grip porcina 2009 i d'altres.

### Situació a la Xina
Els primers 59 casos sospitosos a finals de desembre de 2019 i principis de gener de 2020 van ser ingressats a l'Hospital Jinyintan, que estava especialment dissenyat per aïllar-los. 41 dels 59 es van confirmar amb la infecció per 2019-nCoV. D'aquests 41 casos, hi havia un grup de membres d'una família, 30 (el 73%) eren homes i l'edat mitjana era de 49 anys. Gairebé un terç (32%) tenia una malaltia mèdica subjacent, incloent-hi vuit amb diabetis, sis amb pressió arterial alta, i sis amb malalties cardíaques. Els dos terços tenien antecedents al mercat majorista de marisc de Wuhan. Els símptomes més freqüents van ser 40 (98%) amb febre, 31 (76%) amb tos, i 18 (44%) amb dolors musculars i cansament. Símptomes menys freqüents incloïen tos amb esput o sang, mal de cap i diarrea. Al voltant de la meitat del grup tenia dificultats respiratòries i 13 van ser ingressats en cures intensives. Les tomografies computades de les 41 persones van revelar una pneumònia. Entre les complicacions s'hi van incloure 12 amb la síndrome del destret respiratori agut, cinc amb lesió cardíaca aguda i quatre amb infecció secundària.
A mitjans de gener del 2020, entre els casos confirmats fora de la Xina continental es trobaven quatre dones i un home a Tailàndia, un home al Japó, una dona a Corea del Sud, una dona i dos homes a Taiwan, dos homes a Hong Kong, dos homes al Vietnam, dos homes i una dona a Singapur, un home i una dona als Estats Units d'Amèrica, i un home a Macau. Les xifres compten amb el suport d'experts, entre els quals hi ha Michael Osterholm.

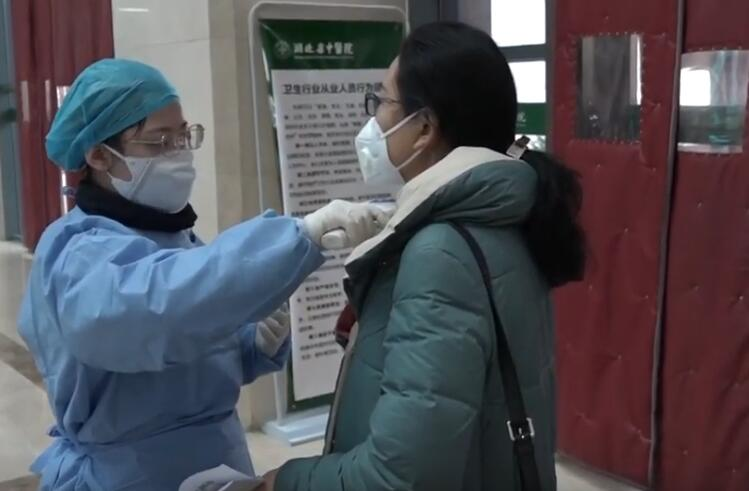
Una infermera pren la temperatura a una pacient a l'Hospital TCM de Hubei
Casos confirmats de 2019-nCoV a la Xina continental

El 17 de gener, un grup de l'Imperial College del Regne Unit va publicar una estimació de Fermi que hi havia hagut 1.723 casos (interval de confiança del 95%) amb aparició de símptomes el 12 de gener de 2020. Això es basava en el patró de la propagació inicial a Tailàndia i al Japó. També van concloure que no s'hauria de descartar la «transmissió autosostenible de persones a persones», cosa que des de llavors s'ha confirmat com succeïa. A mesura que van sortir a la llum els casos posteriors, van calcular més endavant que «4.000 dels casos de la ciutat de Wuhan del 2019-nCoV ... havien tingut els primers símptomes el 18 de gener de 2020». Un grup de la Universitat de Hong Kong ha arribat a una conclusió similar a l'estudi anterior, amb detalls addicionals sobre el transport a la Xina.

Casos a la Xina

El 20 de gener, la Xina va registrar un fort augment dels casos amb prop de 140 pacients nous, entre ells dues persones a Pequín i una a Shenzhen. El secretari general del Partit Comunista Xinès, Xi Jinping, va fer la seva primera observació pública sobre l'esclat i «va parlar de la necessitat de l'alliberament puntual d'informació», segons l'Agència de Notícies dirigida per l'estat. El primer ministre xinès Li Keqiang també va instar als esforços per prevenir i controlar l'epidèmia. Un dia després, la Comissió Central d'Afers Polítics i Jurídics del Partit Comunista Xinès (l'òrgan polític més poderós de la Xina que vetlla per fer complir les lleis i la policia), va escriure: «l'autoengany només empitjorarà l'epidèmia i convertirà un desastre natural que es podia controlar en un desastre causat per l'home a un preu molt elevat» i «només l'obertura pot minimitzar el pànic en la major mesura». A continuació, la comissió va afegir que «qualsevol persona que retardi deliberadament i amagi la denúncia de casos fora d'interès propi serà clavada en un pilar de vergonya per a l'eternitat».
El 24 de gener, el nombre de casos confirmats en laboratori se situava en 911, incloent 889 a la Xina continental, 5 a Tailàndia, 3 a Singapur, 3 a Taiwan, 2 a Hong Kong, 2 a Macau, 2 al Vietnam, 2 al Japó, 2 a Corea del Sud i 1 als Estats Units d'Amèrica.
El 25 de gener, el Politburó del Partit Comunista de la Xina es va reunir per discutir la prevenció i el control del nou coronavirus. El secretari general del Partit Comunista Xinès, Xi Jinping, va afirmar que el país s'enfronta a una «situació greu», ja que el nombre de persones infectades s'estava accelerant. Al vespre, les autoritats van prohibir l'ús de vehicles privats a Wuhan. Només els vehicles que transportessin subministraments crítics o vehicles de resposta d'emergència podien circular per la ciutat.

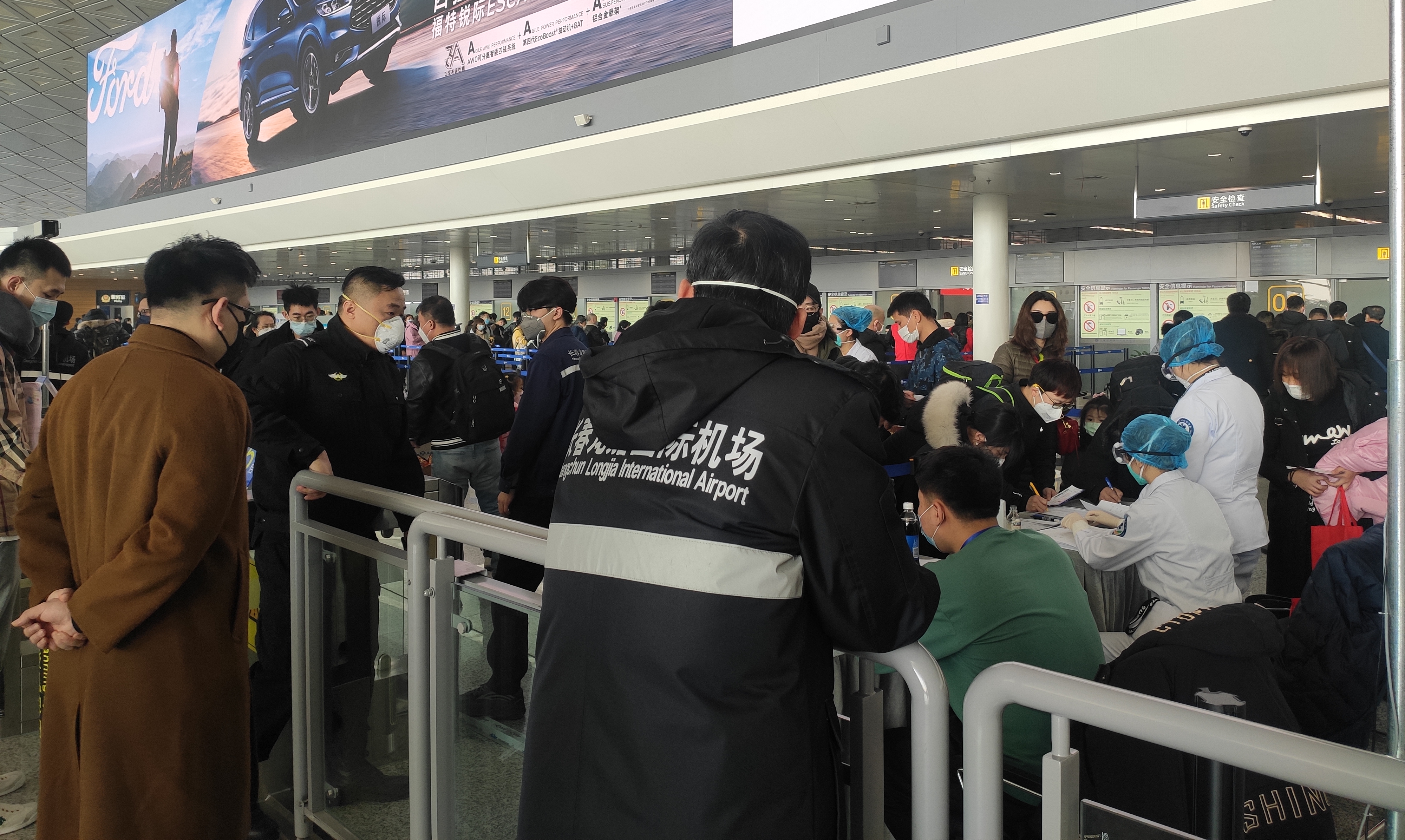
Els passatgers que porten màscares van fent un control addicional de la temperatura corporal com a part de la seguretat de l'aeroport. Aeroport de Changchun (Xina), 26 de gener

El 26 de gener es va constituir un grup líder sobre la prevenció i el control del nou brot de coronavirus, dirigit pel primer ministre Li Keqiang. El grup líder va decidit ampliar les vacances del festival de primavera per contenir brots de coronavirus. La duana de la Xina va començar a exigir que tots els passatgers que entressin i sortissin de la Xina emplenessin un formulari de declaració de salut addicional a partir del 26 de gener. El formulari de declaració de salut es mencionava a la Llei de la quarantena de la salut fronterera i de la Xina. La duana va dir que «reiniciava aquest sistema», ja que abans no era un requisit.
El 27 de gener, el primer ministre Li Keqiang va visitar Wuhan, l'epicentre de brots de virus, per dirigir els treballs de prevenció de l'epidèmia. L'Oficina General del Consell d'Estat de la Xina, un dels màxims òrgans de govern de la República Popular, va declarar oficialment una ampliació a tot el país en les vacances de l'any nou lunar i l'ajornament del proper semestre escolar de primavera. L'Oficina va ampliar els dies festius anteriorment programats del 30 de gener al 2 de febrer, mentre que va dir que en el futur s'anunciaran les obertures escolars per al semestre de primavera.
Després del nou any lunar xinès, el 25 de gener, hi ha un altre punt màxim per les persones que tornen de la seva ciutat natal als llocs de treball com a part del Chūnyùn (春运). Diverses províncies i ciutats van començar a animar la gent a quedar-se a la seva ciutat natal i a no viatjar de tornada. La ciutat de Suzhou (苏州市) va animar a la gent a realitzar teletreball a través d'Internet, i va perllongar encara més les vacances del festival de primavera.
L'Administració de l'aviació civil de la Xina (que regula l'aviació civil de la Xina) i el Grup ferroviari estatal de la Xina (que opera serveis ferroviaris), van anunciar el passat 24 de gener que els passatgers podrien tenir devolucions completes dels seus bitllets d'avió i tren sense sobrecostos addicionals, independentment si el seu vol o tren passés per Wuhan o no. Algunes cadenes d'hotels i agències de viatges en línia també van permetre una major flexibilitat en cancel·lacions i canvis. El Ministeri de Cultura i Turisme de la Xina va ordenar a les agències de viatges i a les empreses de turisme en línia que suspenguessin les vacances organitzades i que deixessin d'oferir paquets «vol + hotel».
També es van començar a restringir els viatges entre ciutats. Pequín va suspendre tots els autocars interurbans el 25 de gener, i altres ciutats com Xangai, Tientsin, Shandong, Xi'an i Sanya van anunciar la suspensió dels serveis d'autobús interurbà o interprovincial a partir del 26 de gener.
El desembre de 2022 es va produir una gran onada que es va calcular de desenes de milions de persones infectades, malgrat la manca de dades oficials, que va poder arribar fins a un 20% de la població.

### Situació internacional: casos comunicats i respostes
Des del 31 de desembre de 2019, algunes regions i països propers a la Xina van reforçar l'escaneig selectiu de viatgers. Els centres de control i prevenció de malalties dels Estats Units (Centers for Disease Control and Prevention, CDC) van aplicar el Nivell 1 per a viatgers a la zona. Es van publicar directrius i avaluacions de risc, entre d'altres, inclòs el del Centre Europeu de Prevenció i Control de Malalties i Salut Pública d'Anglaterra. A la Xina, als aeroports, a les estacions de ferrocarril i a les estacions d'autobusos es van instal·lar termòmetres per infrarojos. Les persones amb febre són traslladades posteriorment a les institucions mèdiques per examinar-les; si se'ls dona d'alta se'ls entrega una màscares.

Creixement del total de casos confirmats
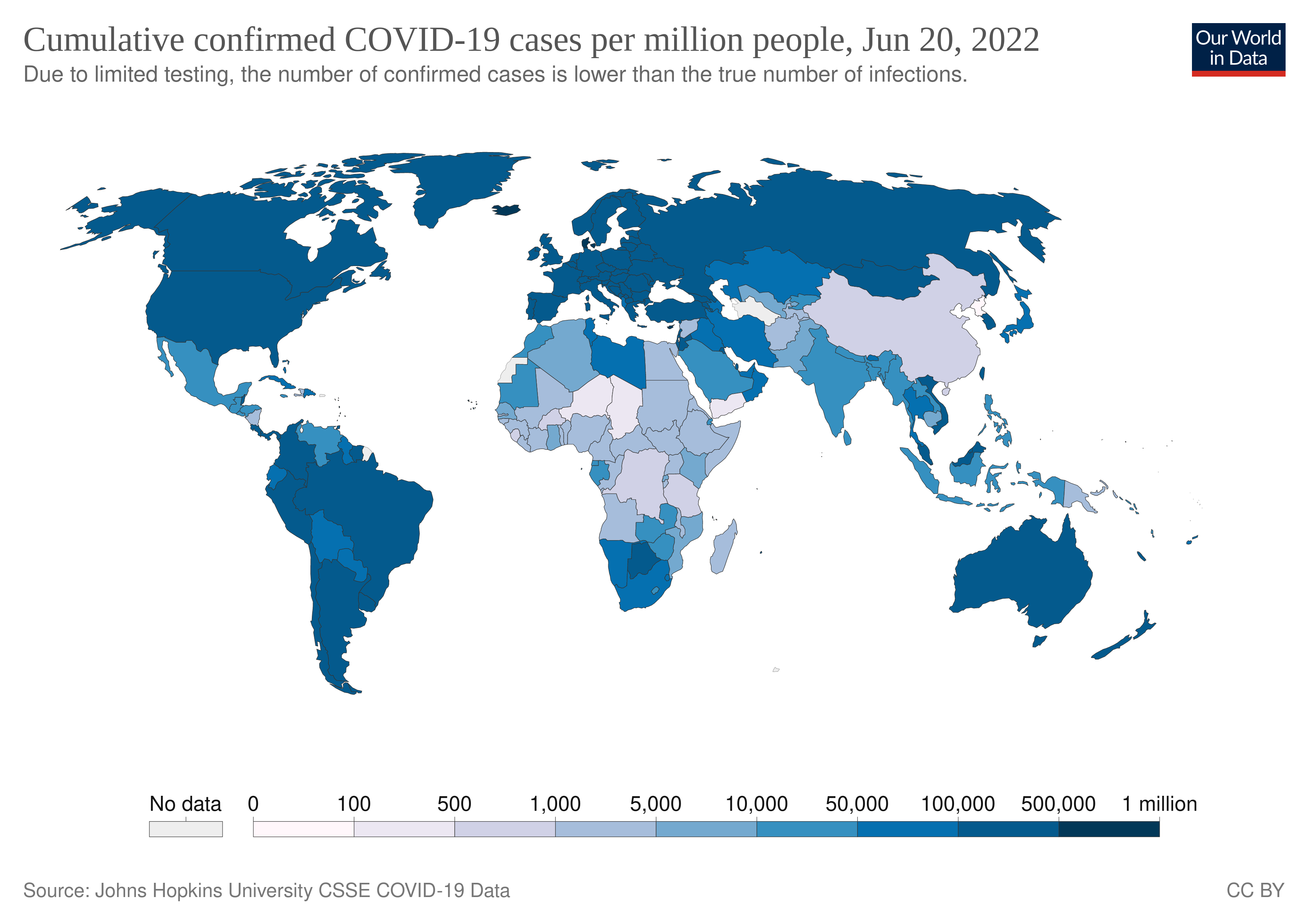
Total de casos confirmats de COVID-19 per milió de persones.
Total de morts confirmades per COVID-19 per milió de persones.[159]

Es va fer una anàlisi dels patrons de viatges aeris per dissenyar i predir els patrons de difusió, i es va publicar a la revista Journal of Travel Medicine a mitjan gener de 2020. Basada en informació de l'International Air Transport Association (2018), Bangkok, Hong Kong, Tòquio i Taipei van tenir el major volum de viatgers procedents de Wuhan. Dubai (als Emirats Àrabs Units), Sydney i Melbourne (a Austràlia), també es van informar com a destinacions populars de persones que viatgen des de Wuhan. Utilitzant l'eina validada, l'Índex de vulnerabilitat de malalties infeccioses (Infectious Disease Vulnerability Index, IDVI), per avaluar la capacitat de controlar una amenaça de malaltia, es va informar que Bali era poc capaç de preparar-se, mentre que les ciutats d'Austràlia eren les més capaces.
La situació a Wuhan s'està controlant en relació amb la propera tercera prova del Torneig Olímpic de Qualificació Olímpica AFC 2020, que s'hauria de disputar durant el 3 al 9 de febrer de 2020. El 22 de gener de 2020, l'AFC va anunciar que traslladaria els partits del grup A prèviament previstos a Wuhan (inclosos els respectius equips d'Austràlia, RP Xina, Taipei i Tailàndia) a Nanquín. Pocs dies després, l'AFC va anunciar que, juntament amb Football Federation Australia, traslladarien els partits a Sydney (Austràlia). De la mateixa manera, les eliminatòries de boxa olímpica d'Àsia i Pacífic inicialment celebrades a Wuhan del 3 al 14 de febrer de 2020 van ser cancel·lades. Les eliminatòries van ser traslladats finalment a Amman (Jordània), i se celebrarà del 3 a l'11 de març del 2020.
El 30 de gener, l'Organització Mundial de la Salut (OMS) va declarar l'emergència sanitària de preocupació internacional (PHEIC), la sisena vegada que la mesura s'ha invocat des de la pandèmia de grip per A(H1N1) de 2009.
| Estat                             | Notes | Mapa |
| --------------------------------- | --- | ---- |
| Afganistan                        | Pandèmia per coronavirus de 2019-2020 a l'Afganistan                                                      |      |
| Albània                           | Pandèmia per coronavirus de 2019-2020 a Albània                                                           |      |
| Alemanya                          | Pandèmia per coronavirus de 2019-2020 a Alemanya                                                          |      |
| Algèria                           | Pandèmia per coronavirus de 2019-2020 a Algèria                                                           |      |
| Andorra                           | Pandèmia per coronavirus de 2019-2020 a Andorra                                                           |      |
| Antigua i Barbuda                 | Pandèmia per coronavirus de 2019-2020 a Antigua i Barbuda                                                 |      |
| Aràbia Saudita                    | Pandèmia per coronavirus de 2019-2020 a Aràbia Saudita                                                    |      |
| Argentina                         | Pandèmia per coronavirus de 2019-2020 a l'Argentina                                                       |      |
| Armènia                           | Pandèmia per coronavirus de 2019-2020 a Armènia                                                           |      |
| Aruba                             | Pandèmia per coronavirus de 2019-2020 a Aruba                                                             |      |
| Austràlia                         | Pandèmia per coronavirus de 2019-2020 a Austràlia                                                         |      |
| Àustria                           | Pandèmia per coronavirus de 2019-2020 a Àustria                                                           |      |
| Azerbaidjan                       | Pandèmia per coronavirus de 2019-2020 a l'Azerbaidjan                                                     |      |
| Bahames                           | Pandèmia per coronavirus de 2019-2020 a les Bahames                                                       |      |
| Bahrain                           | Pandèmia per coronavirus de 2019-2020 a Bahrain                                                           |      |
| Bangladesh                        | Pandèmia per coronavirus de 2019-2020 a Bangladesh                                                        |      |
| Barbados                          | Pandèmia per coronavirus de 2019-2020 a Barbados                                                          |      |
| Bèlgica                           | Pandèmia per coronavirus de 2019-2020 a Bèlgica                                                           |      |
| Benín                             | Pandèmia per coronavirus de 2019-2020 a Benin                                                             |      |
| Bhutan                            | Pandèmia per coronavirus de 2019-2020 a Bhutan                                                            |      |
| Belarús                           | Pandèmia per coronavirus de 2019-2020 a Belarús                                                           |      |
| Bolívia                           | Pandèmia per coronavirus de 2019-2020 a Bolívia                                                           |      |
| Bòsnia i Hercegovina              | Pandèmia per coronavirus de 2019-2020 a Bòsnia i Hercegovina                                              |      |
| Brasil                            | Pandèmia per coronavirus de 2019-2020 al Brasil                                                           |      |
| Brunei                            | Pandèmia per coronavirus de 2019-2020 a Brunei                                                            |      |
| Bulgària                          | Pandèmia per coronavirus de 2019-2020 a Bulgària                                                          |      |
| Burkina Faso                      | Pandèmia per coronavirus de 2019-2020 a Burkina Faso                                                      |      |
| Cambodja                          | Pandèmia per coronavirus de 2019-2020 a Cambodja                                                          |      |
| Camerun                           | Pandèmia per coronavirus de 2019-2020 al Camerun                                                          |      |
| Canadà                            | Pandèmia per coronavirus de 2019-2020 al Canadà                                                           |      |
| Catalunya                         | Pandèmia per coronavirus de 2019-2020 a Catalunya                                                         |      |
| Ciutat del Vaticà                 | Pandèmia per coronavirus de 2019-2020 a la Ciutat del Vaticà                                              |      |
| Colòmbia                          | Pandèmia per coronavirus de 2019-2020 a Colòmbia                                                          |      |
| Corea del Nord                    | Pandèmia per coronavirus de 2019-2020 a Corea del Nord                                                    |      |
| Corea del Sud                     | Pandèmia per coronavirus de 2019-2020 a Corea del Sud                                                     |      |
| Costa d'Ivori                     | Pandèmia per coronavirus de 2019-2020 a Costa d'Ivori                                                     |      |
| Costa Rica                        | Pandèmia per coronavirus de 2019-2020 a Costa Rica                                                        |      |
| Croàcia                           | Pandèmia per coronavirus de 2019-2020 a Croàcia                                                           |      |
| Cuba                              | Pandèmia per coronavirus de 2019-2020 a Cuba                                                              |      |
| Dinamarca                         | Pandèmia per coronavirus de 2019-2020 a Dinamarca                                                         |      |
| Djibouti                          | Pandèmia per coronavirus de 2019-2020 a Djibouti                                                          |      |
| Egipte                            | Pandèmia per coronavirus de 2019-2020 a Egipte                                                            |      |
| El Salvador                       | Pandèmia per coronavirus de 2019-2020 a El Salvador                                                       |      |
| Emirats Àrabs Units               | Pandèmia per coronavirus de 2019-2020 als Emirats Àrabs Units                                             |      |
| Equador                           | Pandèmia per coronavirus de 2019-2020 a l'Equador                                                         |      |
| Eslovàquia                        | Pandèmia per coronavirus de 2019-2020 a Eslovàquia                                                        |      |
| Eslovènia                         | Pandèmia per coronavirus de 2019-2020 a Eslovènia                                                         |      |
| Espanya                           | Pandèmia per coronavirus de 2019-2020 a Espanya                                                           |      |
| Estat de Palestina                | Pandèmia per coronavirus de 2019-2020 a l'Estat de Palestina                                              |      |
| Estats Units d'Amèrica            | Pandèmia per coronavirus de 2019-2020 als Estats Units                                                    |      |
| Estònia                           | Pandèmia per coronavirus de 2019-2020 a Estònia                                                           |      |
| Etiòpia                           | Pandèmia per coronavirus de 2019-2020 a Etiopia                                                           |      |
| Fiji                              | Pandèmia per coronavirus de 2019-2020 a Fiji                                                              |      |
| Filipines                         | Pandèmia per coronavirus de 2019-2020 a les Filipines                                                     |      |
| Finlàndia                         | Pandèmia per coronavirus de 2019-2020 a Finlàndia                                                         |      |
| França                            | Pandèmia per coronavirus de 2019-2020 a França                                                            |      |
| Gabon                             | Pandèmia per coronavirus de 2019-2020 al Gabon                                                            |      |
| Gàmbia                            | Pandèmia per coronavirus de 2019-2020 a Gàmbia                                                            |      |
| Ghana                             | Pandèmia per coronavirus de 2019-2020 a Ghana                                                             |      |
| Geòrgia                           | Pandèmia per coronavirus de 2019-2020 a Geòrgia                                                           |      |
| Grècia                            | Pandèmia per coronavirus de 2019-2020 a Grècia                                                            |      |
| Guatemala                         | Pandèmia per coronavirus de 2019-2020 a Guatemala                                                         |      |
| Guinea Equatorial                 | Pandèmia per coronavirus de 2019-2020 a Guinea Equatorial                                                 |      |
| Guyana                            | Pandèmia per coronavirus de 2019-2020 a la Guyana                                                         |      |
| Hondures                          | Pandèmia per coronavirus de 2019-2020 a Honduras                                                          |      |
| Hong Kong                         | Pandèmia per coronavirus de 2019-2020 a Hong Kong                                                         |      |
| Hongria                           | Pandèmia per coronavirus de 2019-2020 a Hongria                                                           |      |
| Itàlia                            | Pandèmia per coronavirus de 2019-2020 a Itàlia                                                            |      |
| Índia                             | Pandèmia per coronavirus de 2019-2020 a l'Índia                                                           |      |
| Indonèsia                         | Pandèmia per coronavirus de 2019-2020 a Indonèsia                                                         |      |
| Iran                              | Pandèmia per coronavirus de 2019-2020 a l'Iran                                                            |      |
| Iraq                              | Pandèmia per coronavirus de 2019-2020 a l'Iraq                                                            |      |
| Islàndia                          | Pandèmia per coronavirus de 2019-2020 a Islàndia                                                          |      |
| Israel                            | Pandèmia per coronavirus de 2019-2020 a Israel                                                            |      |
| Jamaica                           | Pandèmia per coronavirus de 2019-2020 a Jamaica                                                           |      |
| Japó                              | Pandèmia per coronavirus de 2019-2020 al Japó                                                             |      |
| Jordània                          | Pandèmia per coronavirus de 2019-2020 a Jordània                                                          |      |
| Kazakhstan                        | Pandèmia per coronavirus de 2019-2020 a Kazakhstan                                                        |      |
| Kenya                             | Pandèmia per coronavirus de 2019-2020 a Kenya                                                             |      |
| Kirguizstan                       | Pandèmia per coronavirus de 2019-2020 a Kirguizstan                                                       |      |
| Kosovo                            | Pandèmia per coronavirus de 2019-2020 a Kosovo                                                            |      |
| Kuwait                            | Pandèmia per coronavirus de 2019-2020 a Kuwait                                                            |      |
| Letònia                           | Pandèmia per coronavirus de 2019-2020 a Letònia                                                           |      |
| Líban                             | Pandèmia per coronavirus de 2019-2020 al Líban                                                            |      |
| Liechtenstein                     | Pandèmia per coronavirus de 2019-2020 a Liechtenstein                                                     |      |
| Lituània                          | Pandèmia per coronavirus de 2019-2020 a Lituània                                                          |      |
| Luxemburg                         | Pandèmia per coronavirus de 2019-2020 a Luxemburg                                                         |      |
| Macedònia del Nord                | Pandèmia per coronavirus de 2019-2020 a Macedònia del Nord                                                |      |
| Malàisia                          | Pandèmia per coronavirus de 2019-2020 a Malàisia                                                          |      |
| Maldives                          | Pandèmia per coronavirus de 2019-2020 a les Maldives                                                      |      |
| Marroc                            | Pandèmia per coronavirus de 2019-2020 al Marroc                                                           |      |
| Maurici                           | Pandèmia per coronavirus de 2019-2020 a Maurici                                                           |      |
| Mauritània                        | Pandèmia per coronavirus de 2019-2020 a Mauritània                                                        |      |
| Mèxic                             | Pandèmia per coronavirus de 2019-2020 a Mèxic                                                             |      |
| Mònaco                            | Pandèmia per coronavirus de 2019-2020 a Mònaco                                                            |      |
| Mongòlia                          | Pandèmia per coronavirus de 2019-2020 a Mongòlia                                                          |      |
| Montenegro                        | Pandèmia per coronavirus de 2019-2020 a Montenegro                                                        |      |
| Namíbia                           | Pandèmia per coronavirus de 2019-2020 a Namíbia                                                           |      |
| Nepal                             | Pandèmia per coronavirus de 2019-2020 al Nepal                                                            |      |
| Nicaragua                         | Pandèmia per coronavirus de 2019-2020 a Nicaragua                                                         |      |
| Níger                             | Pandèmia per coronavirus de 2019-2020 al Níger                                                            |      |
| Nigèria                           | Pandèmia per coronavirus de 2019-2020 a Nigèria                                                           |      |
| Noruega                           | Pandèmia per coronavirus de 2019-2020 a Noruega                                                           |      |
| Nova Zelanda                      | Pandèmia per coronavirus de 2019-2020 a Nova Zelanda                                                      |      |
| Oman                              | Pandèmia per coronavirus de 2019-2020 a Oman                                                              |      |
| Països Baixos                     | Pandèmia per coronavirus de 2019-2020 als Països Baixos                                                   |      |
| Pakistan                          | Pandèmia per coronavirus de 2019-2020 al Pakistan                                                         |      |
| Panamà                            | Pandèmia per coronavirus de 2019-2020 al Panamà                                                           |      |
| Paraguai                          | Pandèmia per coronavirus de 2019-2020 al Paraguai                                                         |      |
| Perú                              | Pandèmia per coronavirus de 2019-2020 al Perú                                                             |      |
| Polònia                           | Pandèmia per coronavirus de 2019-2020 a Polònia                                                           |      |
| Portugal                          | Pandèmia per coronavirus de 2019-2020 a Portugal                                                          |      |
| Qatar                             | Pandèmia per coronavirus de 2019-2020 a Qatar                                                             |      |
| Suècia                            | Pandèmia per coronavirus de 2019-2020 a Suècia                                                            |      |
| Suïssa                            | Pandèmia per coronavirus de 2019-2020 a Suïssa                                                            |      |
| Regne Unit                        | Pandèmia per coronavirus de 2019-2020 al Regne Unit                                                       |      |
| República Centreafricana          | Pandèmia per coronavirus de 2019-2020 a la República Centreafricana                                       |      |
| República del Congo               | Pandèmia per coronavirus de 2019-2020 a la República del Congo                                            |      |
| República Dominicana              | Pandèmia per coronavirus de 2019-2020 a la República Dominicana                                           |      |
| República de Guinea               | Pandèmia per coronavirus de 2019-2020 a la República de Guinea                                            |      |
| República d'Irlanda               | Pandèmia per coronavirus de 2019-2020 a la República d'Irlanda                                            |      |
| República de Malta                | Pandèmia per coronavirus de 2019-2020 a Malta                                                             |      |
| República de Moldàvia             | Pandèmia per coronavirus de 2019-2020 a Moldàvia                                                          |      |
| República Democràtica del Congo   | Pandèmia per coronavirus de 2019-2020 a República Democràtica del Congo                                   |      |
| República Turca de Xipre del Nord | Pandèmia per coronavirus de 2019-2020 a la República Tura de Xipre del Nord                               |      |
| República Txeca                   | Pandèmia per coronavirus de 2019-2020 a la República Txeca                                                |      |
| República Popular de la Xina      | Pandèmia per coronavirus de 2019-2020 a la Xina                                                           |      |
| Romania                           | Pandèmia per coronavirus de 2019-2020 a Romania                                                           |      |
| Ruanda                            | Pandèmia per coronavirus de 2019-2020 a Ruanda                                                            |      |
| Rússia                            | Pandèmia per coronavirus de 2019-2020 a Rússia                                                            |      |
| Saint Lucia                       | Pandèmia per coronavirus de 2019-2020 a Saint Lucia                                                       |      |
| San Marino                        | Pandèmia per coronavirus de 2019-2020 a San Marino                                                        |      |
| Saint Vincent i les Grenadines    | Pandèmia per coronavirus de 2019-2020 a Sant Vicent i les Grenadines                                      |      |
| Seychelles                        | Pandèmia per coronavirus de 2019-2020 a Seychelles                                                        |      |
| Senegal                           | Pandèmia per coronavirus de 2019-2020 a Senegal                                                           |      |
| Sèrbia                            | Pandèmia per coronavirus de 2019-2020 a Sèrbia                                                            |      |
| Singapur                          | Pandèmia per coronavirus de 2019-2020 a Singapur                                                          |      |
| Síria                             | Pandèmia per coronavirus de 2019-2020 a Síria                                                             |      |
| Somàlia                           | Pandèmia per coronavirus de 2019-2020 a Somàlia                                                           |      |
| Sri Lanka                         | Pandèmia per coronavirus de 2019-2020 a Sri Lanka                                                         |      |
| Sud-àfrica                        | Pandèmia per coronavirus de 2019-2020 a Sud-àfrica                                                        |      |
| Sudan                             | Pandèmia per coronavirus de 2019-2020 a Sudan                                                             |      |
| Surinam                           | Pandèmia per coronavirus de 2019-2020 a Surinam                                                           |      |
| Swazilàndia                       | Pandèmia per coronavirus de 2019-2020 a Swazilàndia                                                       |      |
| Tailàndia                         | Pandèmia per coronavirus de 2019-2020 a Tailàndia                                                         |      |
| Taiwan                            | Pandèmia per coronavirus de 2019-2020 a Taiwan                                                            |      |
| Tanzània                          | Pandèmia per coronavirus de 2019-2020 a Tanzània                                                          |      |
| Timor Oriental                    | Pandèmia per coronavirus de 2019-2020 a Timor Oriental                                                    |      |
| Togo                              | Pandèmia per coronavirus de 2019-2020 a Togo                                                              |      |
| Trinitat i Tobago                 | Pandèmia per coronavirus de 2019-2020 a Trinitat i Tobago                                                 |      |
| Tunísia                           | Pandèmia per coronavirus de 2019-2020 a Tunísia                                                           |      |
| Turquia                           | Pandèmia per coronavirus de 2019-2020 a Turquia                                                           |      |
| Ucraïna                           | Pandèmia per coronavirus de 2019-2020 a Ucraïna                                                           |      |
| Uruguai                           | Pandèmia per coronavirus de 2019-2020 a l'Uruguai                                                         |      |
| Veneçuela                         | Pandèmia per coronavirus de 2019-2020 a Veneçuela                                                         |      |
| Vietnam                           | Pandèmia per coronavirus de 2019-2020 al Vietnam                                                          |      |
| Xile                              | Pandèmia per coronavirus de 2019-2020 a Xile                                                              |      |
| Xipre                             | Pandèmia per coronavirus de 2019-2020 a Xipre                                                             |      |
| Zàmbia                            | Pandèmia per coronavirus de 2019-2020 a Zàmbia                                                            |      |
| Annex: Creuers                    | Pandèmia per coronavirus de 2019-2020 a creuers Pandèmia per coronavirus de 2019-2020 al Diamond Princess |      |

## Prevenció i gestió
Actualment, la malaltia pel coronavirus 2019-nCoV no disposa d'un tractament mèdic eficaç ni d'un vaccí, tot i que s'estan realitzant esforços per desenvolupar-ne alguns. Els seus símptomes inclouen febre, dificultats respiratòries i tos, que han estat descrits com a «símptomes gripals». Per prevenir la infecció, l'OMS recomana «rentar-se regularment les mans, tapar-se la boca i el nas quan es tossi o estornudi... [i] evitar un contacte proper amb qualsevol persona que mostri símptomes de malalties respiratòries (com tos i esternuts)».

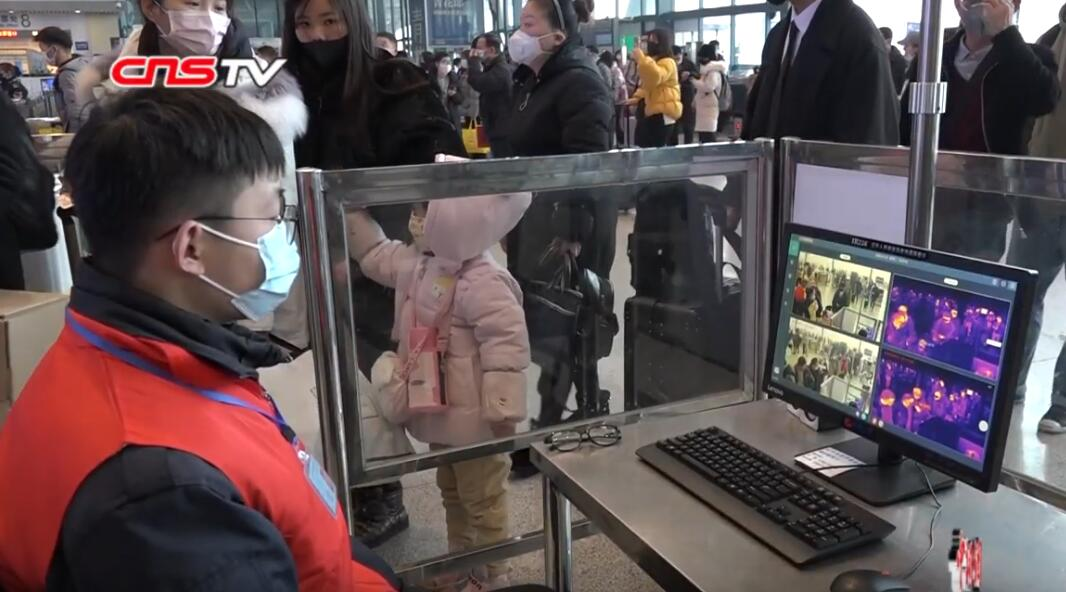
Es van instal·lar càmeres infraroges a l'estació de ferrocarril de Wuhan per comprovar la temperatura corporal dels passatgers abans de pujar als trens
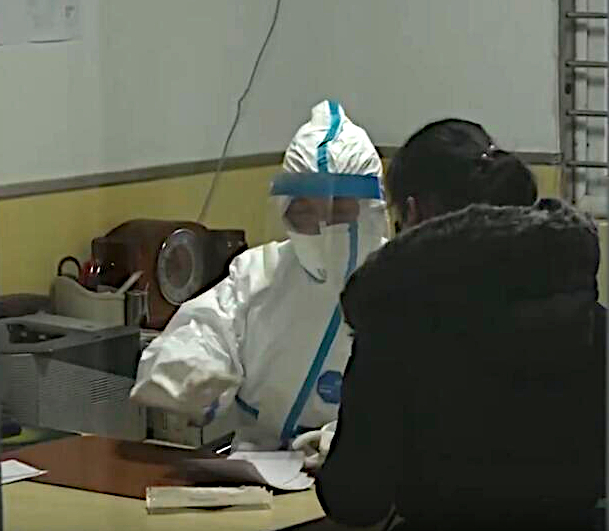
Un metge amb vestit protector especial examinant un pacient a l'hospital de Wuhan
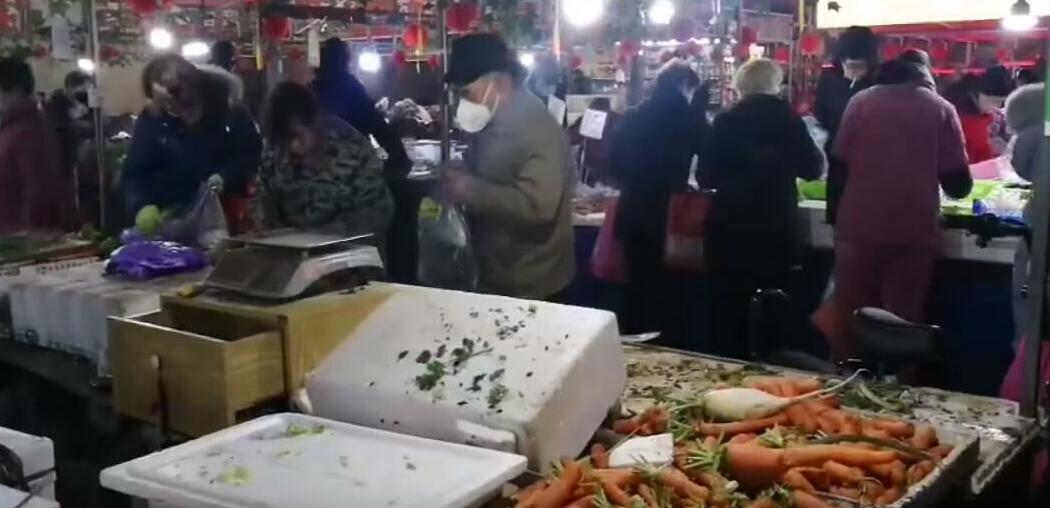
Residents de Wuhan amb màscares comprant al mercat. 23 de gener de 2020
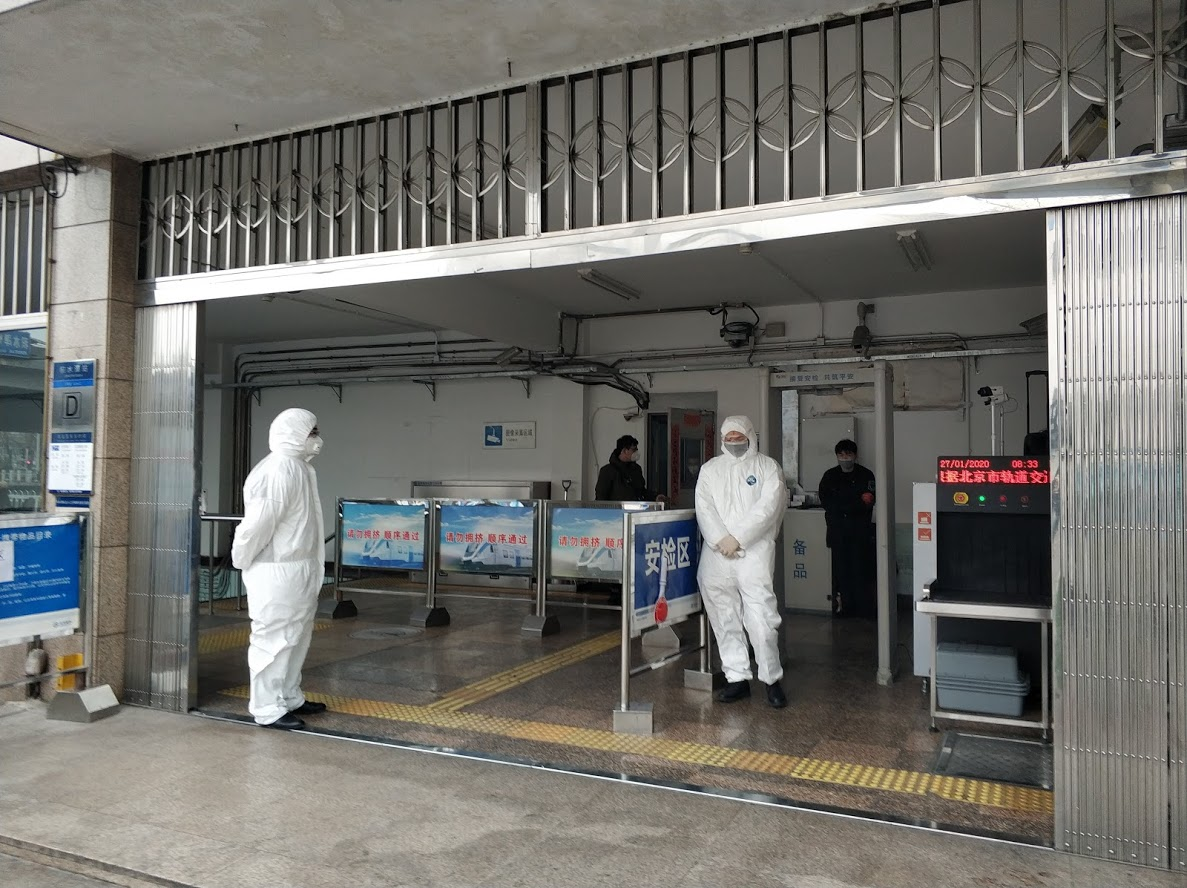
Control de temperatura al metro de Pequín.

Tot i que no hi ha cap tractament específic per als coronavirus humans generals, els centres de control i prevenció de malalties dels Estats Units (Centers for Disease Control and Prevention, CDC) proporcionen consells genèrics perquè una persona infectada pugui alleujar els seus símptomes prenent medicaments per a la grip regularment, bevent líquids i descansant. Alguns països requereixen que la gent notifiqui símptomes semblants a la grip al seu metge, sobretot si han visitat la Xina continental.

Una il·lustració de l'efecte de la propagació d'infeccions durant un llarg període, coneguda com «aplanar la corba». Disminuir els pics permet als serveis sanitaris gestionar millor el mateix volum de pacients[171][172][173]
Alternatives per aplanar la corba[174][175]

| Mesures de prevenció | Mesures de prevenció |
| País                 | Mesures |
| -------------------- | --- |
| Alemanya             | El ministre alemany de salut, Jens Spahn, aprova les accions de la Xina contra la propagació del virus. Sobretot elogia la transparència de la Xina pel que fa al brot de SARS. Per això, no es prenen mesures concretes, sinó que es revisa diàriament el Centre per al control de malalties d'Alemanya. |
| Austràlia            | El director mèdic d'Austràlia, Brendan Murphy, va dir que els funcionaris de bioseguretat començarien a examinar els passatgers que arribessin als tres vols setmanals cap a Sydney des de Wuhan a partir del 23 de gener de 2020. Els passatgers també rebran un fulletó d'informació i se'ls demanava que es presentessin si tenien febre o sospitaven que podrien tenir la malaltia. El 21 de gener del 2020, les autoritats australianes van confirmar que un home a Brisbane es trobava aïllat a casa seva després de mostrar símptomes d'una malaltia semblant al SARS; les mostres enviades a un laboratori van donar negatives per al 2019-nCoV. |
| Bangladesh           | S'han millorat les mesures de control a l'aeroport internacional de Shahjalal, Bangladesh. |
| Brasil               | El secretari de salut de l'estat de Minas Gerais va informar el 22 de gener d'un presumpte cas d'una dona brasilera de 35 anys que va arribar a Belo Horizonte el 18 de gener de Xangai, que va declarar que no va visitar Wuhan. El cas es va desestimar més tard, ja que les proves van donar negatives per al virus. |
| Cambodja             | El Ministeri de Salut de Cambodja ha adoptat mesures preventives mitjançant la instal·lació d'escàners tèrmics a l'aeroport internacional Phnom Penh, l'aeroport internacional de Siem Reap i l'aeroport internacional de Sihanouk per evitar l'entrada del nou coronavirus (2019-nCoV). Els escàners tèrmics són gestionats pel personal del servei de quarantena enviat pel Ministeri de Salut. Encara no s'ha detectat cap cas. |
| Catalunya            | L'edició de 2020 del Mobile World Congress es va cancel·lar, i escoles, instituts i universitats tanquen i suspenen classes el 13 de març i l'endemà el govern de la Generalitat declara la suspensió immediata de l'activitat i el tancament de pistes d'esquí, gimnasos, locals d'oci, bars i restaurants, discoteques i àrees comercials no destinades a l'alimentació o productes de primera necessitat. |
| Corea del Nord       | Com a precaució contra el virus, Corea del Nord ha prohibit temporalment l'entrada als turistes estrangers fins que el govern consideri que el virus estigui molt controlat. |
| Emirats Àrabs Units  | El 23 de gener de 2020, l'aeroport internacional de Dubai va anunciar que als viatgers que arribessin directament de la Xina se'ls escanejaria les seves temperatures. |
| Kazakhstan           | El 24 de gener, el personal de l'aeroport d'Almati i les brigades mèdiques d'Almati van realitzar un exercici mèdic. Se simulava la situació en què un avió arriba de la Xina amb un passatger infectat. Així mateix, la desinformació es va propagar a través de missatges sobre persones infectades a Almati. El ministre de l'assistència sanitària ho va rebutjar. Actualment, 98 estudiants kazakhs es troben a Wuhan, però cap d'ells està infectat amb el coronavirus. |
| Malàisia             | El director general del Ministeri de Salut, Noor Hisham Abdullah, va dir que els escàners tèrmics s'estan utilitzant als punts fronterers per examinar viatgers i que les autoritats sanitàries de Malàisia es van posar en màxima alerta després dels brots mundials. |
| Malta                | Les autoritats locals malteses han adoptat mesures preventives i han aconsellat els treballadors públics i sanitaris que respectin la regulació sanitària per no contagiar malalties. El Superintendent de Salut Pública ha advertit de les mesures adequades, però encara no existeix el risc d'arribar i difondre's al país. |
| Països Baixos        | Les companyies aèries i el principal aeroport internacional de Schiphol, amb data de 22 de gener, encara no han adoptat mesures addicionals contra la propagació del virus, manifestant la manca de vols directes des d'o cap a Wuhan. Els dos casos europeus confirmats de coronavirus han entrat a la Unió Europea a través d'aquest aeroport. |
| Panamà               | El govern de Panamà ha millorat les mesures de control sanitari i escaneig a tots els ports d'entrada, per tal d'evitar la propagació del virus, aïllant i examinant els casos potencials. |
| Rússia               | L'encarregat rus de la salut del consumidor, el Rospotrebnadzor, va aconsellar als turistes que s'abstinguessin de visitar Wuhan i que es quedessin allunyats dels zoos i dels mercats xinesos que venessin animals i marisc. L'agència també va dir que estava en marxa el desenvolupament d'un vaccí contra el virus, basant-se en les recomanacions de l'OMS. Es va limitar l'accés a la ciutat russa de Blagoveshchensk, a prop de la frontera xinesa. L'intercanvi cultural i les visites oficials a la Xina es van cancel·lar. Els governadors de la regió d'Amur, Vasily Orlov, i de l'Oblast de Penza, Ivan Belozertsev, van fer una crida als residents a no viatjar a la Xina. Als residents de les grans ciutats se'ls ha dit que evitin el contacte amb turistes provinents de la Xina. |
| Sèrbia               | El ministre de Salut, Zlatibor Lončar, va anunciar que l'aeroport de Nikola Tesla de Belgrad introduiria noves mesures que inclouen l'escaneig dels passatgers que arriben a l'aeroport amb càmeres tèrmiques, i va afegir que Sèrbia està disposada a posar en quarantena qualsevol persona sospitosa de portar el virus. |
| Sri Lanka            | El Ministeri de Salut de Sri Lanka va informar l'existència d'una unitat de quarantena a l'aeroport internacional de Bandaranaike per analitzar els símptomes dels passatgers. A més, el ministeri va advertir que els nens, els nadons, les mares embarassades, la gent gran i les persones que pateixen malalties cròniques haurien d'evitar tant com fos possible visitar llocs molt concorreguts quan sigui possible. |
| Turquia              | El Ministeri de Salut va anunciar que Turquia ha organitzat habitacions per a la quarantena, centres d'inspecció i càmeres tèrmiques per a la seva detecció als aeroports com a precaucions addicionals, tot i que l'Organització Mundial de la Salut no les considera necessàries per al país. |

### Mesures de prevenció a la llar

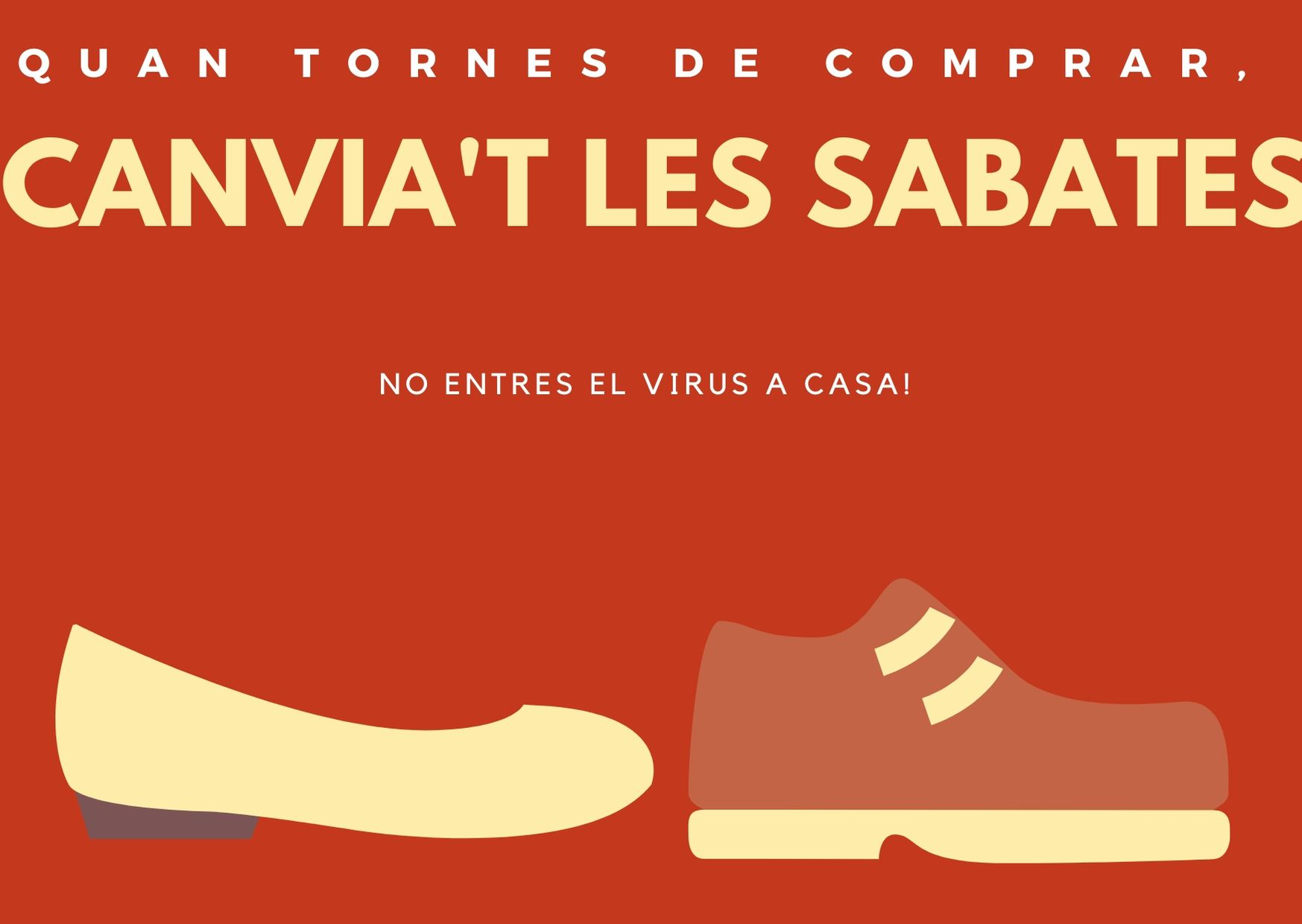
Canviar-se les sabates en eixir de casa
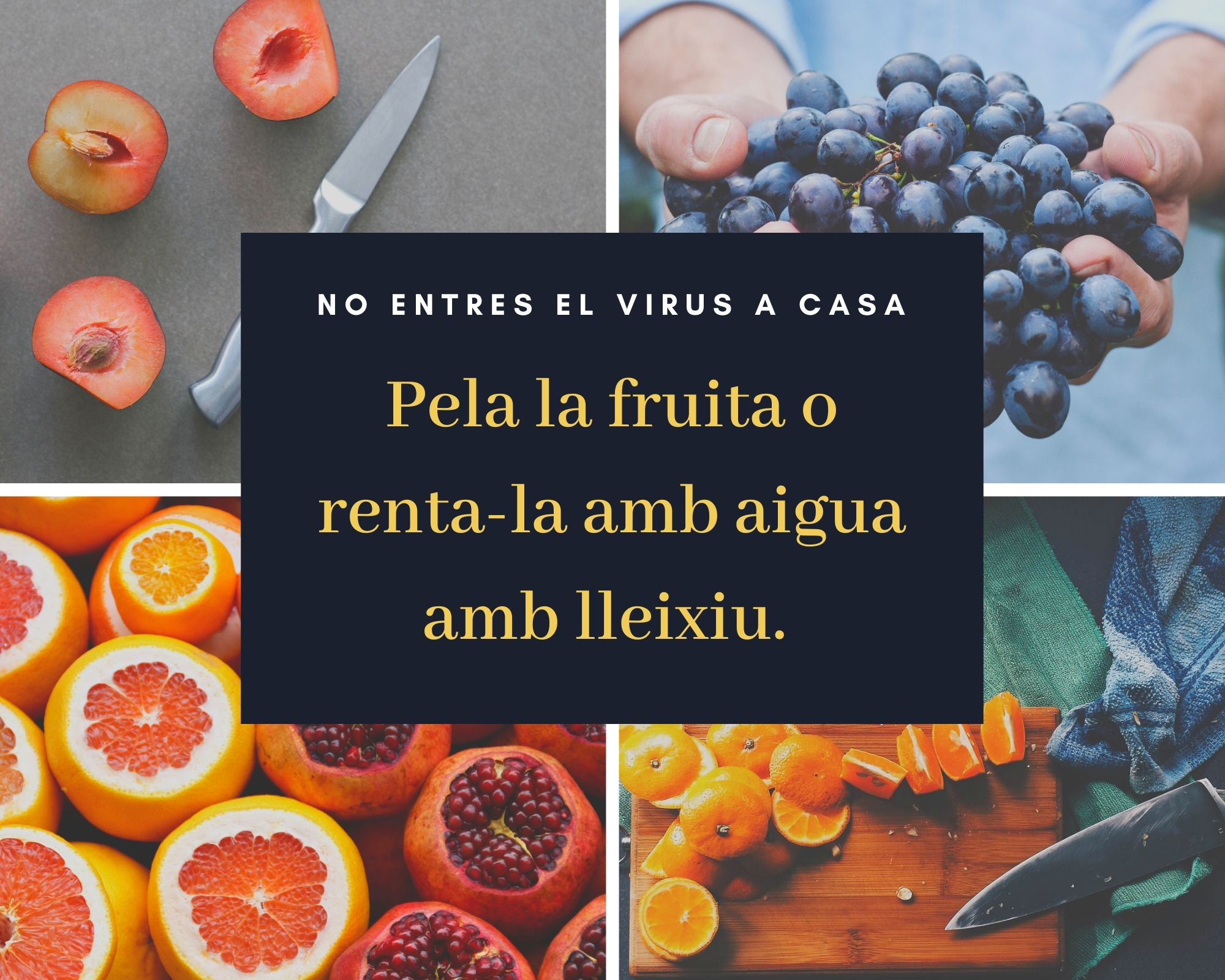
Llavar aliments amb aigua i lleixiu
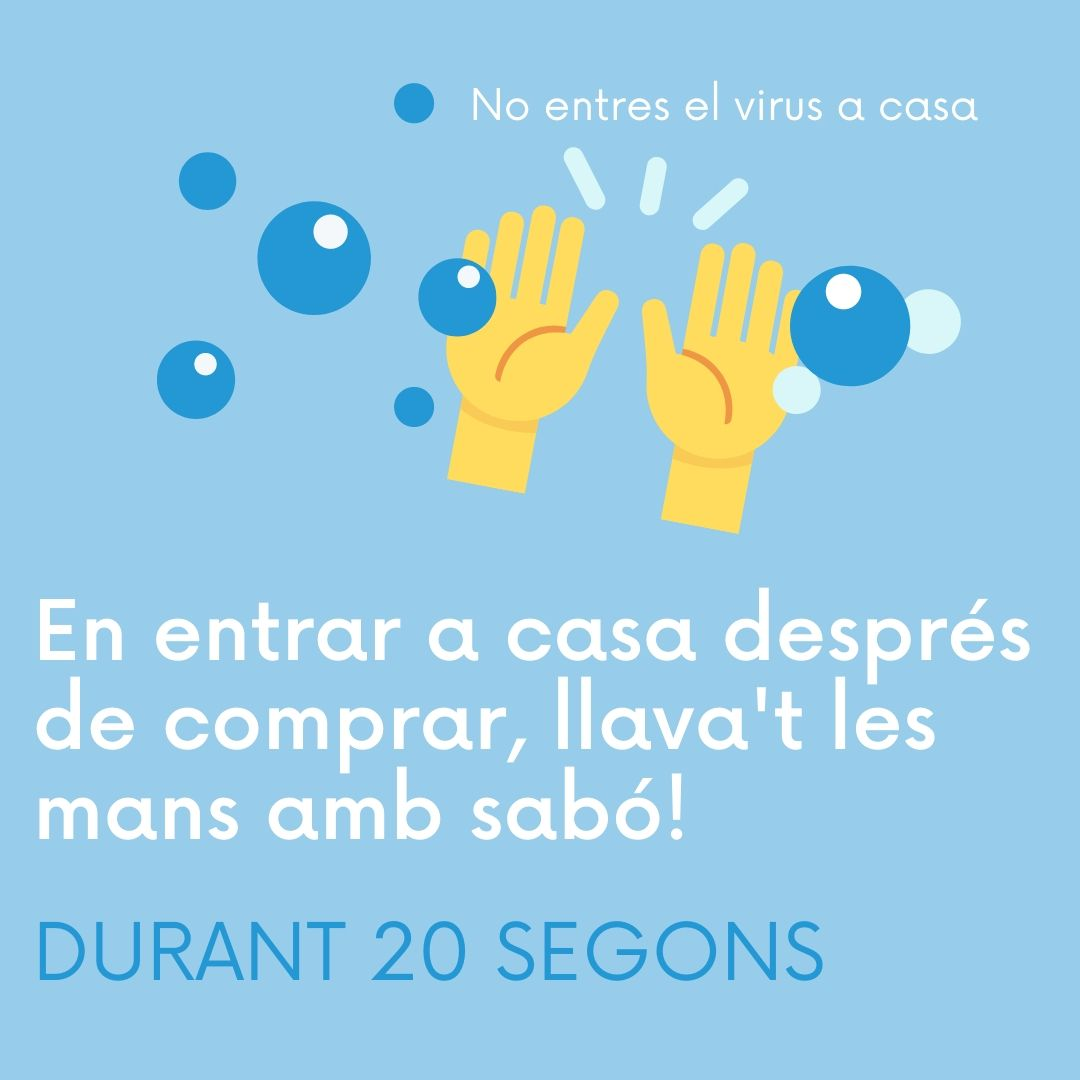
Rentar-se les mans durant vint segons o més
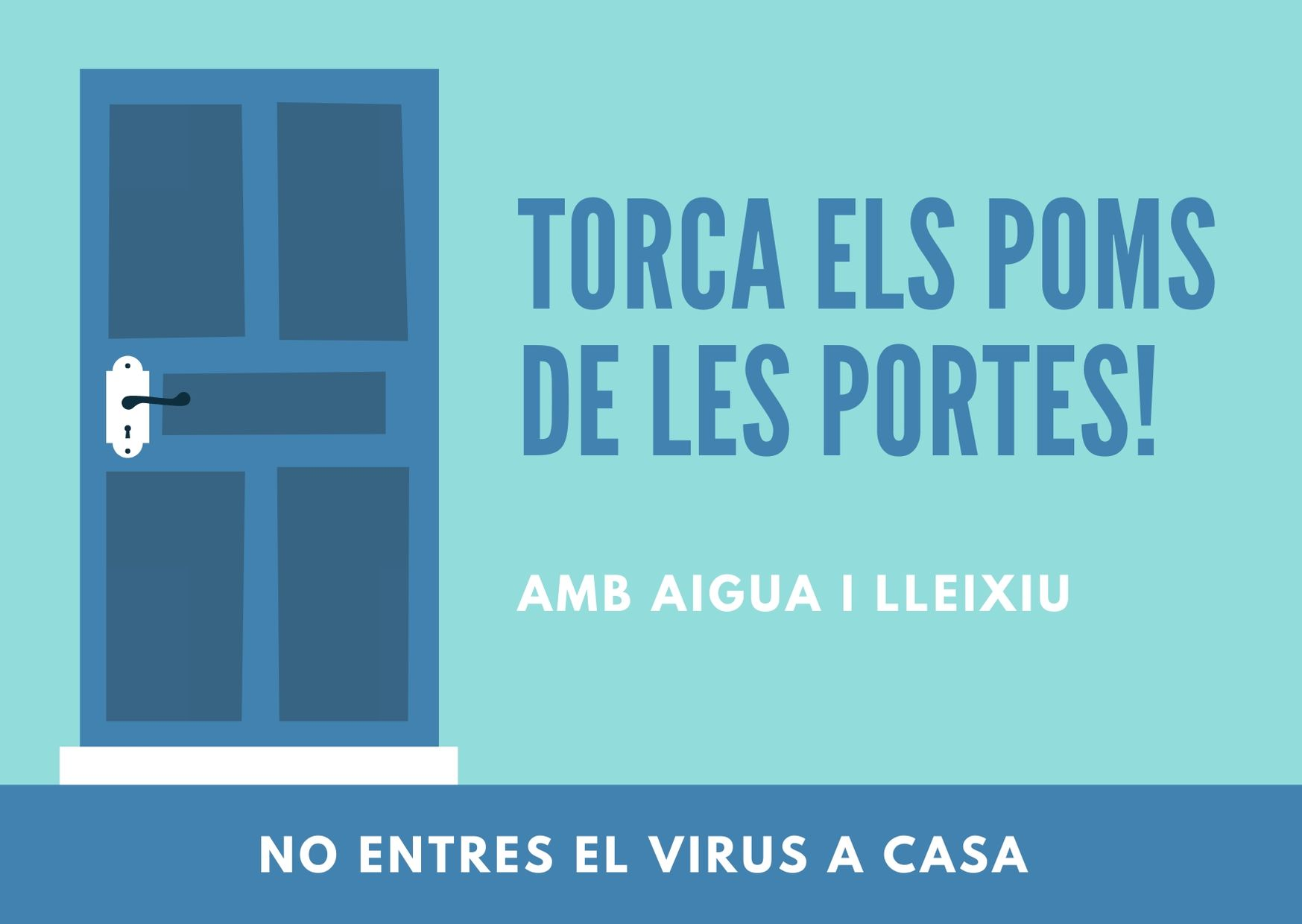
Parar cura als poms de les portes, endolls i timbres

### Informació i consells
| País                   | Consells | Autoritat                                  | Data        |
| ---------------------- | --- | ------------------------------------------ | ----------- |
| Austràlia              | «Si no es troba bé i sospita que pot tenir símptomes de coronavirus, heu de demanar atenció mèdica. Per trucar a la cita, truqueu amb antelació. Això ajudarà a fer que el metge sigui conscient dels vostres símptomes i del vostre historial de viatges. Truqueu al 000 si necessiteu ajuda mèdica urgent». | Departament de Salut del Govern australià  | 25 de gener |
| Estats Units d'Amèrica | «El Centre de Control i Prevenció de Malalties recomana que els viatgers evitin tots els viatges no essencials a la província de Hubei, Xina, inclòs Wuhan». Els viatgers que han estat a la província de Hubei i que «se senten malalts amb febre, tos o dificultat per respirar» haurien de «buscar atenció mèdica de seguida». Abans d'anar a la consulta del metge o a l'urgència, «truqueu amb antelació i expliqueu-los els vostres viatges més recents i els vostres símptomes». | Centre de Control i Prevenció de Malalties | 23 de gener |
| Hong Kong              | «Quan viatgeu fora de Hong Kong, no toqueu animals; no mengeu carn de caça; eviteu visitar mercats mullats, mercats o granges d'animals vius. Després de tornar a Hong Kong, si teniu febre o altres símptomes, poseu-vos una màscara quirúrgica, consulteu ràpidament a un metge i reveleu el vostre historial de viatges recent». | Centre de Protecció de la Salut            | 23 de gener |
| Índia                  | Es recomana als viatgers que informin «de la malaltia al centre sanitari més proper i que també informeu al metge que us tracta sobre el vostre historial de viatges». | Centre Nacional de Control de Malalties    | 11 de gener |
| Regne Unit             | «Les persones han de demanar atenció mèdica si desenvolupen símptomes respiratoris en un termini de 14 dies després de visitar Wuhan, ja sigui a la Xina o a la seva tornada al Regne Unit. Haurien de trucar amb antelació abans d'assistir a qualsevol servei de salut i esmentar els seus recents viatges a la ciutat». | Salut Pública Anglesa                      | 22 de gener |
| Singapur               | «Es recomana als singapuresos que no viatgin a cap lloc de la província de Hubei». «Porteu una màscara si teniu símptomes respiratoris, com ara una tos o el nas amb mucosistat». «Tots els viatgers han de controlar de prop la seva salut durant dues setmanes quan tornin a Singapur, i busqueu atenció mèdica de forma immediata si us trobue malament. Els viatgers han d'informar al seu metge del seu historial de viatges. Si els viatgers tenen febre o símptomes respiratoris (per exemple, tos, ofegament), hauran de dur una màscara i trucar a la clínica abans de la visita». | Ministre de Sanitat                        | 24 de gener |
| Xina continental       | «Busqueu ràpidament atenció mèdica si teniu símptomes de febre i infecció respiratòria». | Comissió Nacional de Salut                 | 21 de gener |

### Quarantenes
Des del 23 de gener de 2020, a partir de les 10:00 h (hora local, UTC +8), es va imposar una quarantena per viatjar dins i fora de Wuhan. Els vols i trens dins i fora de Wuhan, els autobusos públics, el sistema de metro i els autocars de llarga distància es van suspendre fins a nou avís. Aquesta mesura és un esforç per aturar la propagació del virus fora de Wuhan i per assegurar la salut i la seguretat de les persones, segons l'Agència de Notícies Xinhua de Xinhua. Les reunions a gran escala i les visites en grup també es van haver de suspendre. Després d'iniciar la quarantena s'han produït diversos problemes logístics, com ara l'augment del preu dels aliments i la dificultat del personal sanitari que viatja cap a l'hospital. A Wuhan, les carreteres continuen obertes, però la policia comprova tots els vehicles entrants.
El 23 de gener de 2020, a les 23 hores (hora local, UTC +8), el govern xinès va anunciar el bloqueig a 14 ciutats més a partir de les 00:00 h del 24 de gener.
| Ciutat             | Població   | Inici de la quarantena |
| ------------------ | ---------- | ---------------------- |
| Wuhan (武汉市)     | 7.541.527  | 23 de gener de 2020    |
| Huanggang (黄冈市) | 6.162.069  | 24 de gener de 2020    |
| Ezhou (鄂州市)     | 1.048.672  | 24 de gener de 2020    |
| Chibi (赤壁市)     | 478.410    | 24 de gener de 2020    |
| Jingzhou (荆州市)  | 5.691.707  | 24 de gener de 2020    |
| Zhijiang (枝江市)  | 495.995    | 24 de gener de 2020    |
| Yichang (宜昌市)   | 4.059.686  | 24 de gener de 2020    |
| Qianjiang (潜江市) | 946.277    | 24 de gener de 2020    |
| Xiantao (仙桃市)   | 1.175.085  | 24 de gener de 2020    |
| Xianning (咸宁市)  | 2.462.583  | 24 de gener de 2020    |
| Huangshi (黄石市)  | 2.429.318  | 24 de gener de 2020    |
| Dangyang (当阳市)  | 469.600    | 24 de gener de 2020    |
| Enshi (恩施市)     | 777.000    | 24 de gener de 2020    |
| Xiaogan (孝感市)   | 4.915.000  | 24 de gener de 2020    |
| Jingmen (荆门市)   | 2.896.500  | 24 de gener de 2020    |
| Total              | 41.546.000 |                        |

Des que la ciutat de Wuhan ha estat tancada, els residents es desplacen cap a les botigues properes per emmagatzemar productes bàsics. Hi ha hagut nombrosos informes sobre les llargues cues als supermercats, farmàcies i benzineres;: els residents s'apleguen a les benzineres a causa d'un fals rumor sobre les reserves de combustible que s'acabaven.
- Vida diària després del «tancament de la ciutat» de Wuhan
- Wuhan: un Any Nou especial

Un epidemiòleg i viròleg del SARS amb equips formats per especialistes mèdics que acabaven de volar a Hong Kong després de la seva inspecció d'un dia a Wuhan, va dir als corresponsals que «el brot de Wuhan és almenys 10 vegades més gran que el del SARS, i diem a la gent que s'allunyin de Wuhan tan aviat com sigui possible».
Algunes publicacions de Weibo van mostrar que els hospitals de Wuhan ja s'havien sobrecarregat amb milers de persones amb febre, i eren molt crítics amb la fiabilitat de les xifres del govern xinès, encara que es van esborrar per motius desconeguts.

### Ensenyament
Les autoritats de tota la Xina van anunciar el tancament de les escoles i van endarrerir el semestre de primavera, que normalment comença a finals de febrer i principis de març. Totes les escoles, des de les llars d'infants fins a les universitats de tota la província de Hubei, tindran una pausa prolongada a l'hivern i la data exacta del nou semestre es donarà a conèixer més endavant, segons un comunicat realitzat el 24 de gener. El Ministeri d'Educació de la Xina també va demanar a totes les escoles que cessin les assemblees públiques i retardin els exàmens importants. Algunes universitats amb campus oberts també van prohibir la visita pública. El departament d'educació de la província de Hunan va destacar al diari oficial Hunan Daily el 23 de gener, que prohibiria estrictament les tutories extraescolars i restringiria les reunions d'estudiants no aprovades, que són pràctiques habituals a la Xina per als estudiants per obtenir millors notes. Els departaments d'educació a Xangai i Shenzhen també van imposar la prohibició de la tutoria extraescolar i van demanar a les escoles que fessin el seguiment i la 'informació dels estudiants que havien estat a la província de Hubei durant el descans d'hivern. Diverses universitats, entre les quals la Universitat de Pequín i la Universitat de Tsinghua, van anunciar el 26 de gener que es retardarà el semestre de primavera.
Les regions semiautònomes de Hong Kong i Macau també van anunciar ajusts en els horaris escolars. La consellera executiva de Hong Kong, Carrie Lam Cheng Yuet-ngor, va declarar l'emergència en una conferència de premsa el 25 de gener, dient que el govern tancaria les escoles primàries i secundàries durant dues setmanes més al finalitzar les vacances programades anteriorment per a l'any nou, ajornant-ne la reobertura fins al 17 de febrer. Macau va tancar diversos museus i biblioteques, i va perllongar el descans de vacances de l'Any Nou Lunar fins a l'11 de febrer per a les institucions d'ensenyament superior i el 10 de febrer per a les altres. La Universitat de Macau va dir que faria un seguiment de les condicions físiques dels estudiants que havien estat a Hunan durant les vacances de l'Any Nou Lunar.

### Hospitals especialitzats
A Wuhan es va construir un hospital especialitzat anomenat Hospital Huoshenshan (火神山医院) com a mesura contra el brot i per posar en millor quarantena els pacients. El govern de la ciutat de Wuhan va exigir a les empreses estatals que fabriquessin aquest allotjament «a la velocitat més ràpida», com ho van fer durant el brot de SARS del 2003.
El 24 de gener, les autoritats de Wuhan van especificar la seva planificació, dient que tenien previst que es construís l'hospital en el termini de sis dies després de l'anunci, i que estaria llest per utilitzar-lo el 3 de febrer. L'hospital especialitzat havia de tenir 1.000 llits i ocupar 25.000 m². L'hospital té un disseny semblant al de l'Hospital Xiaotangshan, fabricat per al brot de SARS del 2003, construït en només set dies.

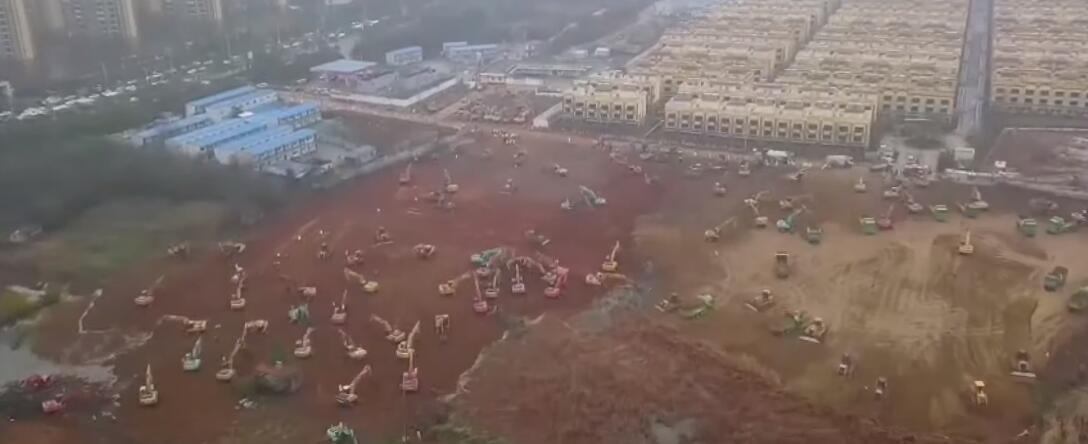
Lloc de construcció de l'Hospital Huoshenshan, que es va iniciar el 24 de gener

El 25 de gener, les autoritats van anunciar els plans de construir un segon hospital especialitzat que s'anomenaria Hospital Leishenshan (雷神山医院), amb una capacitat de 1.300 llits; la finalització estava prevista en «mig mes». Algunes persones van manifestar la seva preocupació a través de xarxes socials i van dir que la decisió de les autoritats de construir un altre hospital en tan poc temps indicava que la gravetat del brot podria ser molt pitjor del que s'esperava.

## Vaccins i antivirals

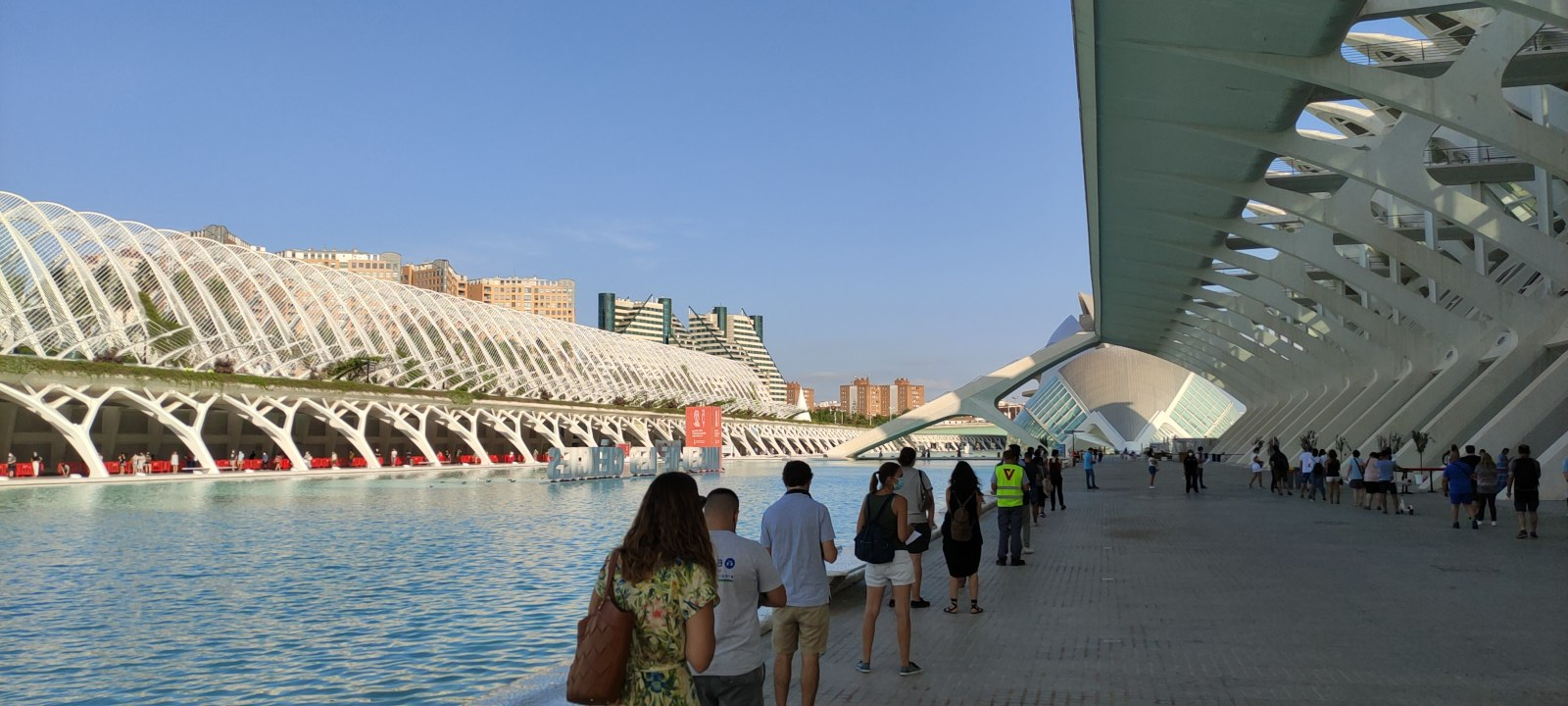
Cues per a la vacunació a València, agost del 2021.

Diverses organitzacions de tot el món estan treballant amb un vaccí. Els Instituts Nacionals de Salut (NIH) dels Estats Units esperen fer proves d'un vaccí amb humans amb l'abril del 2020. El Centre Xinès per al Control i la Prevenció de Malalties ha començat a desenvolupar vaccins contra el nou coronavirus, i està provant l'eficàcia del fàrmac per a la pneumònia. La Coalició per a les Innovacions en Preparació per Epidèmies (CEPI) finança tres projectes de vaccins i espera començar a provar un vaccí al juny del 2020 i tenir-la llesta en un any. La Universitat de Queensland, a Austràlia, ha rebut 10,6 milions de dòlars en finançament de la CEPI per desenvolupar una plataforma de vaccinació per «pinça molecular». La companyia de biotecnologia Moderna està desenvolupant un vaccí ARNm amb finançament de CEPI. Inovio Pharmaceuticals va rebre una subvenció de CEPI i va dissenyar un vaccí en dues hores després de rebre la seqüència genètica; el vaccí s'està fabricant perquè es pugui provar per primera vegada en animals.
La Vir Biotechnology de San Francisco està avaluant si els anticossos monoclonals identificats anteriorment (mAbs) són efectius contra el virus.
Gilead Sciences està en converses actives amb investigadors i metges dels Estats Units i la Xina sobre el brot de coronavirus en curs i el possible ús del remdesivir com a tractament d'investigació.
L'11 d'agost de 2020, Vladímir Putin va anunciar que Rússia havia registrat una vacuna eficaç contra el Covid-19. Aquesta vacuna hauria passat totes les proves necessàries i permet aconseguir immunitat estable davant el virus.

## Conseqüències econòmiques
Amb la pandèmia de COVID-19 va sorgir la pitjor crisi econòmica mundial des de la Gran Depressió. Els mercats borsaris van col·lapsar a principi de 2020, l'atur es va disparar en les principals economies i l'activitat econòmica es va reduir significativament. Davant d'aquest escenari, els Bancs Centrals van reaccionar baixant les taxes d'interès i duent a terme operacions en el mercat obert, buscant augmentar la liquiditat, i en 2021 a major part de les economies mundials van començar a patir un augment generalitzat i sostingut dels preus dels béns i serveis, un augment en la pobresa a nivell mundial i massives manifestacions en alguns països.

## Conseqüències mediambientals
El confinament fet per a evitar la propagació del virus implicà la reducció registrada de la pol·lució atmosfèrica en molts llocs però les dades registrades per l'Administració Nacional Oceànica i Atmosfèrica dels Estats Units demostraven que les concentracions de diòxid de carboni augmentaven de manera brusca, arriban a una xifra rècord històrica dins dels registres.
La indústria global del carbó, amb un gran impacte en el canvi climàtic ha sofert durant la Pandèmia de COVID-19, amb el desplom de la demanda d´electricitat, fent que el primer en ser retallat va ser l'ús del carbó forçant el tancament de moltes plantes, confirmant que gastar en energia renovable és una inversió més segura.

## Gestió i conseqüències polítiques i socials a l'àmbit catalanoparlant

### Escassetat de material sanitari
Una empresa emergent italiana va utilitzar la tecnologia d'impressió 3D per a produir vàlvules per als respiradors pel tractament de la COVID-19 i suplir la cadena de subministrament habitual que havia fallat. Les vàlvules impreses en 3D tenien un cost d'1 $ en comptes dels 11.000 dòlars habituals i es podien imprimiren una nit.
El 23 de març a Catalunya va ser validat i posat a disposició del Sistema Sanitari Català un model de respirador de campanya robust, d'utilitat i menor complexitat per a suplir l'elevada demanda de respiradors prevista per l'ingrés hospitalari massiu provocat per la pandèmia de la COVID-19. L'aliança entre el Consorci de la Zona Franca de Barcelona, l'empresa Leitat, el Consorci Sanitari de Terrassa i l'Hospital Parc Taulí de Sabadell, va permetre la creació d'aquest model simplificat en disseny i components que en facilitaven la seva producció i assemblatge, industrialment escalable amb la capacitat d'assolir produccions diàries d'entre 50 i 100 unitats.